# Museo regionale di Messina
Il Museo regionale di Messina è un museo italiano. Si trova a Messina, fino al 2017 occupava i locali dell'ex filanda Barbera-Mellinghoff, costruzione tardo ottocentesca, individuata dopo il terremoto nel 1908, come sede del museo. Oggi la collezione è esposta in un plesso adiacente progettato negli anni '70 ed inaugurato nel 2017.

## Storia

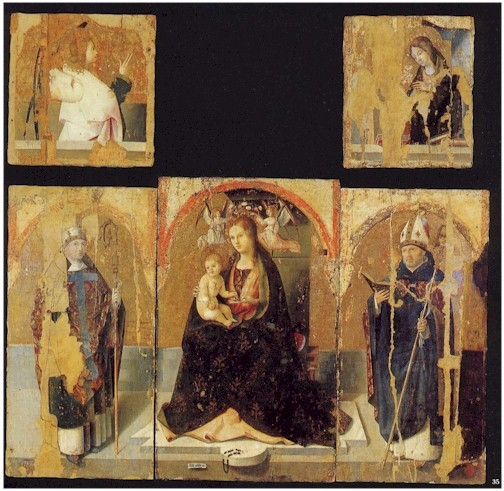
Antonello da Messina Madonna del Rosario

Collezioni private e motivazioni conservative costituiscono il primo nucleo dell'attuale Museo regionale di Messina.

### Il museo civico
Istituito nel 1806 come Museo civico peloritano “per porre fine alle spoliazioni d'arte”, dalla Reale Accademia Peloritana su iniziativa di Carmelo La Farina (uno dei soci che fu anche il primo direttore), si avvalse delle eterogenee raccolte Alojsio, Arenaprimo, Ciancialo, Grosso-Cacopardo e Carmisino e di una raccolta di dipinti dal XIV al XVIII secolo di proprietà del Senato messinese che concesse anche un contributo per il suo funzionamento.
La prima sede del Museo fu in via Rovere, presso l'Archivio degli atti notarili.
Successivamente fu trasferito in locali predisposti dall'Università, da dove – incrementatosi notevolmente per l'incameramento dei beni ecclesiastici provenienti dalle corporazioni religiose soppresse con la legge di liquidazione del 1866 – fu trasportato nel 1884 in un edificio di via Peculio Frumentario e sei anni dopo nei locali riadattati dell'ex-monastero di San Gregorio che sarà la sede definitiva fino al 1908.

### La sede dell'ex monastero

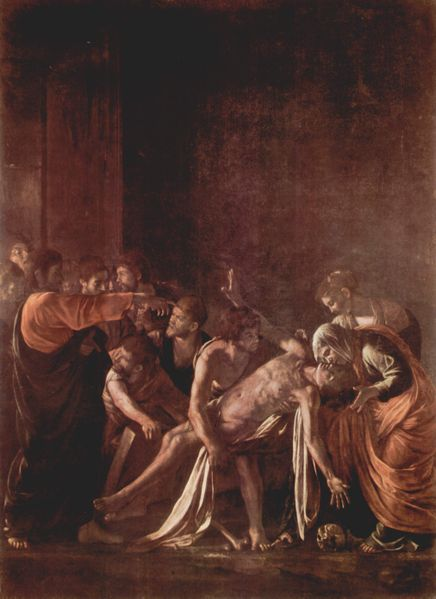
Michelangelo Merisi da Caravaggio Resurrezione di Lazzaro

Nelle sale dell'ex-monastero, in seguito ad acquisizioni e legati ereditari, si andrà formando e sedimentando una copiosa messe di materiali eterogenei: oltre i mobili e gli oggetti d'uso culturale, provenienti dal patrimonio ecclesiastico, e ai dipinti ad olio di varie epoche e scuole, anche una ricca collezione numismatica, tipologicamente classificata in monete mamertine, greche e repubblicane romane dal II al I secolo, in gran parte provenienti dalla raccolta del Grosso-Cacopardo e degli eredi acquistata e donata al Museo dal Comune di Messina.
Notevoli sono inoltre: la collezione di settantaquattro vasi di maiolica a smalto con rilievi – eseguiti, tra la fine del ‘400 e l'inizio del secolo seguente, dalle fabbriche di Urbino, Casteldurante e Faenza – proveniente dalla farmacia dell'ospedale civico di Messina, una raccolta di armi antiche, la collezione completa della Gazzetta Britannica, giornale dei tempi di Gioacchino Murat, manoscritti vari, cinque codici latini provenienti probabilmente dalla Biblioteca dei Benedettini distrutta nel 1848 e, infine, un gran numero d'incisioni di Alojsio Iuvara, del Raimondi, pergamene dal 1200 al 1500, sarcofagi e sculture marmoree di varie epoche.
Tal elencazione, necessariamente incompleta, delle raccolte contenute nel Museo civico, oltre ad essere giustificata dalla perdita di molto materiale nel sisma del 1908, tende anche a sottolineare quel che del resto è peculiare a gran parte dei musei civici post-unitari italiani, vale a dire la loro funzionale specificità di luoghi di deposito e di raccolta con fini essenzialmente tutelativi e rappresentativi.

### La Commissione municipale
La necessità di una più organica e scientifica sistemazione del materiale emerge nell'atto costitutivo di una commissione municipale riunitasi nel 1890. Essa, che annovera fra i membri componenti l'Arenaprimo e Antonio Picciotto, futuro direttore del museo, stila nel medesimo anno una prima relazione in cui vengono enunciati i criteri adottati per l'ordinamento della pinacoteca.
Dopo aver considerato il valore estetico e la quantità notevole dei dipinti di scuola messinese, la relazione rileva l'opportunità che “codesta scuola sia rappresentata con tutte le sue impronte caratteristiche ed intiera nel suo svolgimento, raccogliendone tutti gli elementi che valgono a palesarne gli artisti concittadini o stranieri, ed in tutti i suoi periodi di splendore e di decadenza”. Poiché sarebbe deplorevole “se la pinacoteca messinese dovesse andar superba soltanto per le tavole della celebre scuola degli Antonimi” è necessario che “accanto alle opere di quei sommi, per ragione di arte e di storia, vi debbono stare quelle dei mediocri, di coloro che ne risentirono la deficienza dell'ingegno, o che dando prova di esso, furono travolti sempre dal cattivo gusto dell'epoca”.

### I criteri espositivi

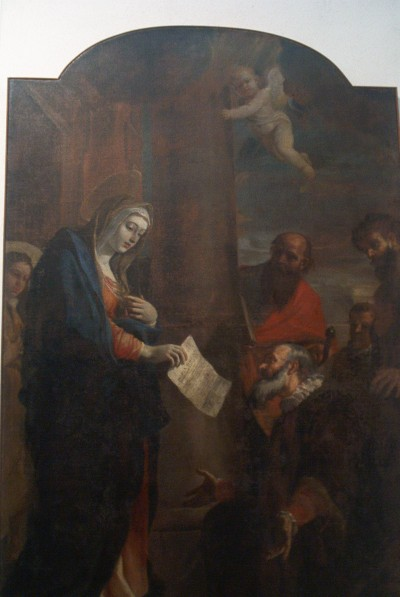
Mattia Preti Madonna della lettera

Assai significativo è che insieme a tali criteri espositivi – che non riguardano solo i dipinti di maggior pregio estetico, ma tengono conto anche delle opere qualificate mediocri o di periodi storici considerati decadenti (quale ad esempio il gusto barocco nel ‘600) – il documento rilevi la funzione didattica e culturale del museo il quale “più che alla curiosità con continui rapporti con l'insegnamento, deve tornare a vera utilità d'istruzione, offrendoci per mezzo di monumenti, dei dipinti, degli utensili, la immagine intiera e genuina della cultura, dell'arte, della vita dei secoli precedenti”. Criteri selettivi riaffiorano tuttavia nella valutazione dell'arte contemporanea e della pittura di genere. L'una da deporre “distinta e segregata”, l'altra in modo che “formi sezione a parte”. Cosicché riaffiora il sospetto che la stessa esposizione delle opere considerate minori, criterio in sé nobilissimo, più che ossequio al rigore storico della documentazione e rispetto per l'opera d'arte in sé, nasconda con intellettualistica sottigliezza ottocentesca, l'intento, meno nobile, di far risaltare maggiormente le “opere maggiori”; per i capolavori “sarà istituita la sala detta d'onore”, privilegio e prerogative che tuttora, in alcuni musei, tendono a separare e a distinguere le opere eccellenti.
Al La Corte-Cailler si deve anche un lavoro manoscritto sul museo, oltre ad una serie di articoli pubblicati in diverse riprese dal 1902 al 1903 sull'Archivio Storico Messinese, in cui dà notizia di nuove acquisizioni e della definitiva sistemazione della sala d'onore. Nel manoscritto, l'autore, dopo alcuni cenni storici, descrive i locali già esistenti ed enuncia in chiave progettistica una lunga serie di lavori da eseguirsi per la realizzazione di nuove sale in cui sistemare i materiali giacenti nei depositi e trasferire le opere in marmo ancora accumulate nei locali dell'Università.
Il manoscritto – pubblicato, come si è detto, nella rivista (alla voce “notizie”) e in parte sul quotidiano Il Paese nel 1908 – costituisce il primo lavoro scientifico e sistematico sulle opere contenute nel museo, delle quali riporta la scheda di catalogazione con particolare riguardo per le opere pittoriche. Fornisce, inoltre, indicazioni biografiche sugli artisti per un totale di centouno biografie.
La mancanza di personale, l'angustia dei locali, l'affollarsi dei materiali rimangono, tuttavia, problemi insoluti finché, come riferisce il La Corte-Cailler, lo stesso soprintendente ai musei e alle opere d'arte della Sicilia, Antonio Salinas, sdegnato per l'abbandono in cui è lasciato il museo dall'Amministrazione comunale, non sottoscrive nel 1907 un'energica nota di protesta al Ministero della Pubblica Istruzione. Viene quindi convocata una commissione per studiare una sistemazione definitiva e l'opportunità di trasferimento in altra sede.

### Il terremoto del 1908
I progetti di ristrutturazione sono però stroncati dal disastroso terremoto del 1908, che provoca il crollo del museo e la perdita d'alcune opere. L'eccezionalità della situazione, l'improvvisazione e l'urgenza dell'intervento fanno sì che s'instauri un criterio selettivo nell'operazione di recupero e di primo soccorso. Le opere maggiori sono collocate al coperto, le altre in ritrovi di fortuna e nella spianata.
La necessità di una rapida ricostruzione è subito avvertita e nel 1909 la Commissione Interministeriale, in una graduatoria delle opere pubbliche da edificare, colloca al quinto posto la sede del Museo Civico.

### Il recupero del patrimonio artistico
Per due anni, dal 1909 al 1911, procede l'opera di recupero del materiale crollato che viene raccolto in magazzini affittati nell'area destinata ad accogliere il nuovo museo – la spianata di San Salvatore dei Greci –, nei Magazzini generali del Dazio, nei Magazzini della Dogana e tra le rovine della chiesa di Santa Maria Alemanna.
A gran parte di questo materiale, costituito da frammenti architettonici e decorativi, le Autorità pubbliche – lo denuncia chiaramente il soprintendente Rao in un rapporto del 1915 – danno un non trascurabile apporto “con la sistematica demolizione di parti monumentali ritenute pericolose per la pubblica incolumità, laddove anche potevano essere salvate, il materiale d'arte che si trova al Deposito del Museo, proviene o dai recuperi fatti dalle macerie, o dalle demolizioni e dagli smontaggi di edifici monumentali che non si sono potuti conservare".

### Il progetto di ricostruzione del 1912

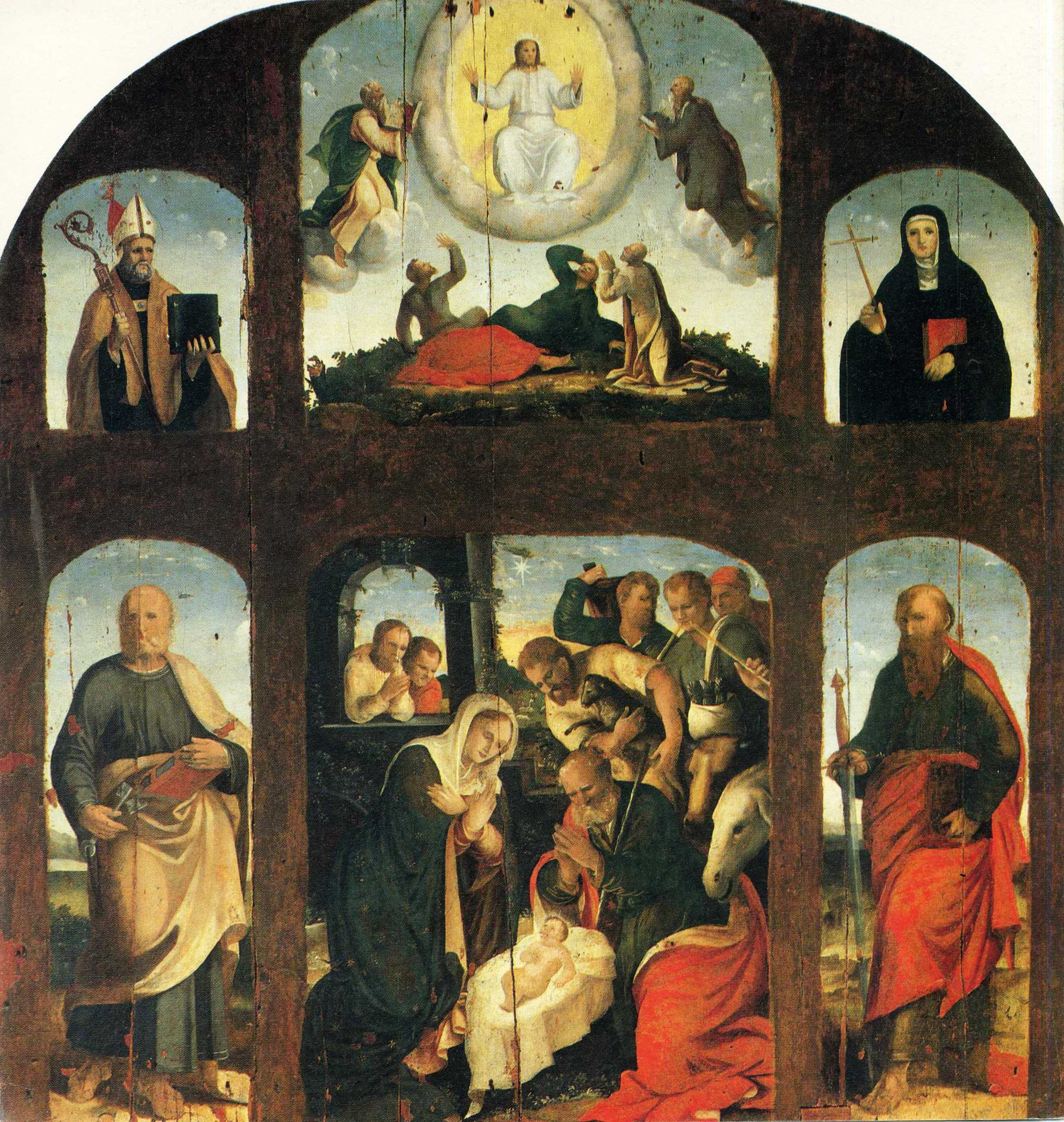
Ignoto del XVII secolo Natività e ai lati S. Pietro e S. Paolo, in alto Trasfigurazione, e ai lati S. Benedetto e S. Scolastica Lentini Chiesa della SS. Trinità e S. Marziano

Con lettera del 28 dicembre 1912, Salinas dà incarico all'architetto Francesco Valenti di redigere un progetto per costruzione di un nuovo museo, in zona Salvatore dei Greci.
Il progetto firmato dal Valenti ed approvato dal Salinas comprendeva inglobati, in sintesi:
- un cortile con la ricostruzione del chiostro di San Domenico,
- due cortili con elementi del chiostro di San Francesco,
- un portico con colonne provenienti dall'Università,
- cappelle ricostruite con marmi mischi delle chiese di Santa Teresa, del Carmine, di San Paolo, di Santa Caterina di Valverde, di San Nicolò e dell'Oratorio della Pace,
- un cappellone ricostruito con elementi marmorei della chiesa di San Gregorio,
- porte provenienti dai palazzi dell'Università e Grano, delle chiese di Santa Maria di Valverde, di Santa Maria di Basicò e di Santa Maria La Scala,
- finestre originarie della chiesa di Montevergine e dei palazzi Grano e dell'Università,
- piccole finestre di edifici medievali, ecc…

#### La ripresentazione del progetto
Presentato al Consiglio Superiore dei Lavori Pubblici, il progetto suscita alcune perplessità di natura esclusivamente economica, cosicché il soprintendente ai monumenti di Palermo, successo al Salinas, Rao, lo ripresenta nel gennaio 1915, condividendone l'impostazione progettuale.
Dopo alterne vicende di natura burocratica, il progetto, nelle linee generali, viene approvato un anno dopo. Ripresentato con le modifiche richieste nel 1925, risulta sostanzialmente immutato; una modifica riguarda l'abolizione delle cappelle.

## La statalizzazione del Museo
Frattanto, nel novembre del 1914, un decreto regio statalizza il Museo Civico. In questi stessi anni la necessità di una definitiva sistemazione viene recepita da più parti.
Ad Enrico Mauceri, divenuto direttore nel 1922, si devono una prima sistemazione dei locali – benché inadeguati dell'ex-filanda –, l'ordinamento e l'esposizione dei materiali ed un primo registro inventariale.

### Il progetto del 1939
La direzione del Mauceri durò fino al 1929, anno in cui pubblica una breve guida. Nel decennio successivo nulla viene attuato per la ricostruzione. Nel 1939 Armando Dillon, soprintendente ai monumenti della Sicilia orientale, viene incaricato di redigere un progetto per adattare i locali del Monte di Pietà a sede conveniente per il Museo. Il progetto approvato sta per essere posto in esecuzione nel 1941, quando lo scoppio della guerra blocca i lavori.
Poiché nella spianata del San Salvatore alloggiano truppe tedesche e inglesi, il materiale artistico rimasto incustodito è soggetto a ruberie, com'era avvenuto già una volta prima della guerra nel 1939. Al termine del conflitto, gran parte delle opere d'arte mobili, alloggiate in luoghi di fortuna, ritornano nell'edificio dell'ex-filanda, ma non si provvede ad alcuna operazione inventariale.

## Il restauro post-bellico

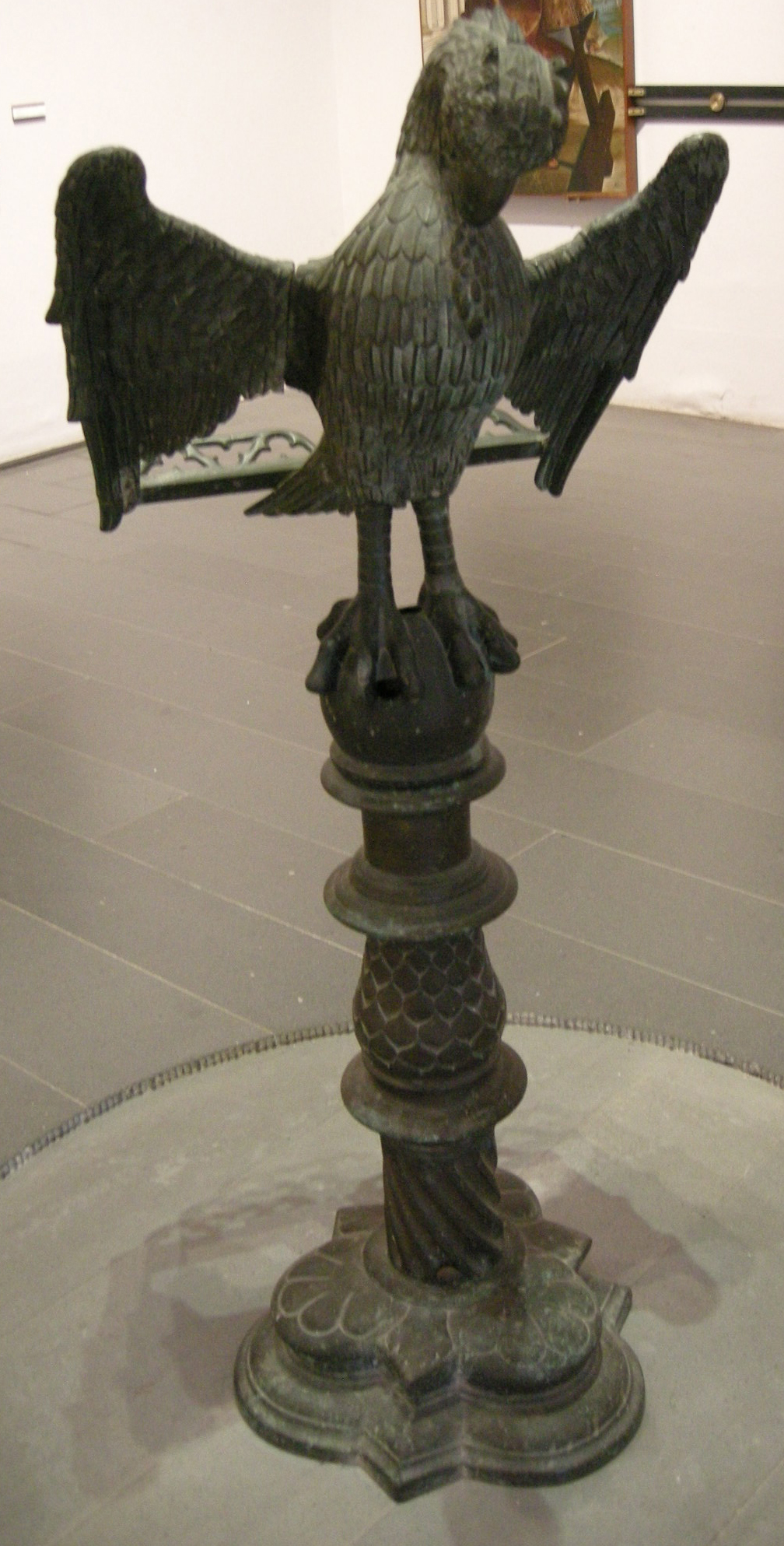
Leggìo a forma di pellicano, di scuola renana, xvi sec. 03

Nell'ottobre del 1949 la direzione del Museo viene assunta da Maria Accascina. In tale periodo si procede ad un sommario restauro dell'edificio, si esegue una ricognizione dei dipinti (esposti nelle sale e affastellati nei magazzini), delle ceramiche, delle monete e degli arredi sacri e si formano tre sezioni per l'esposizione: la pinacoteca, la scultura antica, medievale, rinascimentale e barocca. Infine si procede ad una selezione dei materiali nella spianata, ricostruendo portali e sculture del XV secolo, e alla documentazione fotografica di quasi tutti i quadri e i marmi più pregevoli.
Nel 1954, il Museo può così riaprire i battenti, anche se irrisolti permangono i problemi della sua definitiva sistemazione e quelli relativi alla sicurezza: provocano ad esempio una grande risonanza nell'opinione pubblica e un'interpellanza alla Camera dei deputati la scoperta di un furto di dipinti e la conseguente sostituzione con dei falsi, avvenuta nel 1951.

### I progetti del 1956 e del 1961
Nel 1959, l'architetto Aldo Grillo, soprintendente ai monumenti del Lazio, a seguito dell'incarico assunto sei anni prima, presenta alla Direzione generale Antichità e Belle Arti del Ministero della P. I., un progetto d'ampliamento della sede esistente.
Nel progetto, la cui prima stesura risale al 1956, sono previste la sopraelevazione della sede attuale e la costruzione di un corpo aggiunto collegato con una galleria al preesistente edificio. In questo complesso sono destinati il piano scantinato a depositi, il piano rialzato a sala per conferenze, il primo piano alla pinacoteca e ad uffici, e i due piani successivi a gabinetto di restauro, deposito, servizi, ecc… Nello spazio esterno sono previsti un padiglione per mostre temporanee e un teatro all'aperto.
La proposta dell'architetto Grillo – che ingloba in una rigida struttura, materiali e funzioni, e sembra compromettere la libera ed articolata rotazione espositiva e, quindi, la mobilità dell'ordinamento, carattere precipuo di un museo moderno – non viene però accolta dal Ministero che lascerà senza seguito la presentazione nel 1961 di un progetto elaborato da Franco Minissi.

### I progetti degli anni sessanta
Dal 1965 al 1967 si sussegue una serie di proposte sostanzialmente ricalcate sul progetto Grillo e presentate dal direttore reggente Giuseppe Scavizzi.
La serie di lavori progettuali culmina nel 1968 nell'elaborazione curata da Aldo Grillo e Giuseppe Scavizzi di un progetto di massima, diverso dai precedenti soltanto per la maggior disponibilità spaziale, la cui copertura finanziaria doveva esser assicurata dalla Cassa per il Mezzogiorno e dalla Regione Siciliana. Ma quest'ultima declina ogni responsabilità.
In quel medesimo anno il direttore Giuseppe Consoli organizza un laboratorio di restauro dei dipinti.
Nell'impossibilità di predisporre l'intera somma, viene avanzata, nel 1969, dall'Assessorato Regionale per il Turismo della Regione siciliana una richiesta per l'autorizzazione al finanziamento della costruzione per lotti; essa però trova il parere sfavorevole del Consiglio Superiore Antichità e Belle Arti; un anno dopo l'architetto Grillo declina l'incarico della progettazione esecutiva.

### I progetti degli anni settanta
Intorno agli anni 1971-'72, la Cassa per il Mezzogiorno stanzia una somma di circa un miliardo di lire ed il Ministero della P. I. affida agli architetti Scarpa e Calandra la stesura di un programma edilizio per la costruzione della nuova sede nell'area della spianata di San Salvatore. Tale programma, sottoposto al vaglio del Consiglio Superiore Antichità e Belle Arti del Ministero, viene approvato.
Si provvede quindi, dopo circa un triennio, a formalizzare il progetto di massima dell'edificio, la cui realizzazione per la lievitazione dei costi, avvenuta nel frattempo, avrebbe richiesto un onere di quattro miliardi. Dopo il rifiuto della Cassa di partecipare alle spese, subentra “regionalizzato” il Museo nel 1977, la Regione siciliana che, nell'inverno di due anni dopo, autorizza il finanziamento dell'opera.
Tale progetto prevede, come si evince dalle notizie tecniche dall'architetto Roberto Calandra, un edificio costituito da un nucleo centrale basso, di foggia quadrangolare, delimitato da un lato da una serie d'elementi strutturali posti perpendicolarmente, atti ad ospitare locali di servizio, laboratori di restauro ed una biblioteca utile per la consultazione anche dei manoscritti e codici rari in dotazione al Museo. Il corpo centrale destinato all'esposizione si conclude in una trilogia d'elementi absidali.
Quanto all'ordinamento espositivo, esso s'articola in una serie di percorsi dialettico-comparativi di materiali diversi, secondo una disposizione elastica ed interpretativa – quindi con possibilità di volta in volta di “mutuazione” di rapporti stilistico-formali tra le opere esposte –, offrendo, anche ai non addetti ai lavori, la chiave di lettura più adatta per una percezione immediata della complementarità dei processi fenomenologici artistici in ambito isolano e/o continentale in un dato momento storico.
Inoltre la contemporanea percezione ottica, mediante ampie vetrate sull'area esterna antistante l'edificio, dei frammenti architettonici collocati su piani inclinati – “come ricomposti su un leggio”, ed accostati (non saldati) fra loro in modo da proporre l'unità compositiva originaria – consentirebbe, oltre al recupero del patrimonio architettonico, la conoscenza attraverso parametri comparativi dei mutamenti della cultura messinese attraverso i secoli.
La disposizione dei materiali in un certo ordine cronologico agirebbe in senso duplice, e all'interno, suggerendo i percorsi, e all'esterno, nelle tappe corrispettive del secondo circuito, consentendo ad esempio di poter osservare un dipinto del ‘500 e del ‘600, al di là delle vetrate, di fruire contemporaneamente la visione di un portale rinascimentale o di una finestra architravata barocca. In tal modo si creerebbe simultaneamente, attraverso l'aggancio delle immagini dei prodotti figurativi e quelli monumentali, la visualizzazione unitaria di un periodo storico e di una cultura.
All'estremità dell'edificio, negli spazi interni delimitati da pareti semicircolari che consentirebbero una pluralità di punti d'osservazione, si collocherebbero, senza isolarle dal contesto museale, le opere conclusive di un iter storico-culturale (quali ad esempio il polittico di Antonello o le tele di Michelangelo Merisi da Caravaggio).
In una zona leggermente decentrata del salone d'esposizione, illuminata da lucernari in un gioco scambievolmente illusorio d'interno/esterno, si collocherebbe la statua di Nettuno del Montorsoli, in una disposizione che – consentendo attraverso piani intersecantisi, di fruire di una triplice possibilità di vedute, in una pluralità d'approcci, (dal basso com'era originariamente, all'altezza dei contorni facciali e dall'alto) – si avvicina alla soluzione adottata da Scarpa per la sistemazione della statua di Cangrande nel restauro di Castelvecchio a Verona.
Nell'area sottostante, infine, troverebbero collocazione i frammenti architettonici e decorativi in alcun modo riconducibili a nuove entità figurative. Questi, posti finalmente al coperto, risulterebbero non solo fruibili alla vista, sebbene separati dai percorsi, ma anche in grado di ristabilire il rapporto dialettico interno/esterno con altre opere monumentali collocate all'aperto.

## La regionalizzazione
Nel 1977 la competenza sul museo passa alla Regione Siciliana, che diviene Museo regionale interdisciplinare di Messina. Nel 1984 il museo viene ordinato ed allestito secondo un sistema storicistico.

### Il progetto Basile-Manganaro

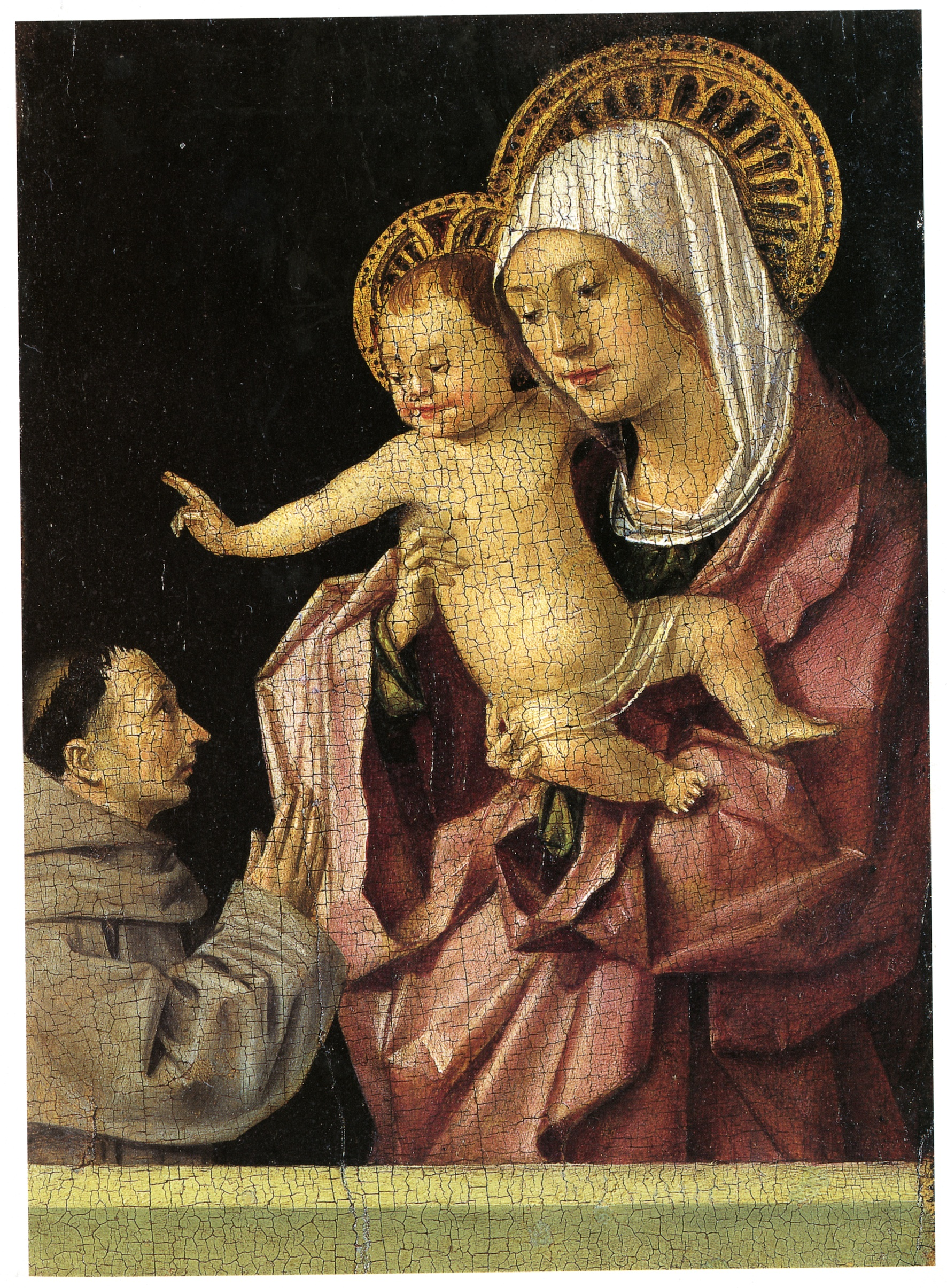
Antonello da Messina, Madonna col bambino e cristo in pietà

Il progetto Scarpa-Calandra e le soluzioni ottimali che propone (fra le molte anche il recupero del patrimonio architettonico senza il falsante criterio del ripristino) non trova però sbocco all'attuazione.
Nel frattempo la commissione giudicatrice, incaricata d'esaminare i progetti del nuovo Museo presentati alla gara d'appalto-concorso indetta dal Comune di Messina, approva quello firmato dagli architetti F. Basile e M. Manganaro che è in corso di realizzazione.
In attesa della realizzazione definitiva del complesso, si è provveduto di recente ad una totale ristrutturazione della sede esistente, elaborando dati ed indicazioni del progetto base Scarpa-Calandra. Il nuovo ordinamento, che ha all'interno ha rinnovato l'antico edificio, è stato curato dalla direttrice del Museo, Francesca Campagna Cicala e dall'architetto Antonio Virgilio.
Nelle quattordici sale d'esposizione, più che la precedente classificazione fra le arti per settori, sono stati privilegiati moderni criteri espositivi del ricco patrimonio in dotazione; in altre parole secondo una visione non selettiva, ma omogenea della realtà figurativa, che nelle periodizzazioni storiche dell'arte comprenda finalmente qualsiasi genere e materiale.
“Il criterio” – afferma la Campagna Cicala – “nasce dalla natura stessa delle collezioni del museo, la cui provenienza eterogenea e differenziata nei criteri di raccolta si caratterizza fondamentalmente come documentazione della produzione artistica locale e come storia della cultura e del gusto. In questo modo si ritiene acquisti maggiore risalto la continuità dei valori storici, dove il particolare interesse artistico che un pezzo può assumere non risulti isolato, ma si ponga dialetticamente a comporre quel recupero e quella valorizzazione di un contesto – spaziale e atemporale – che li ha prodotti… (e) svolgere un ruolo politico e soprattutto economico di grande rilievo nell'ambito del Mar Mediterraneo”.
Se “il Museo non è altro che l'apparato che trasforma i risultati della ricerca scientifica in cultura generale”, quello di Messina deve recuperare anche una funzione pilota d'aggregazione-stimolazione culturale all'interno del contesto urbano.
In questo senso sono previste le iniziative, programmate dalla direttrice e mirate ad interlocutori quali istituzioni scolastiche, organismi ed associazioni.
La ristrutturazione architettonica del Museo consiste in una razionale disposizione interna che individua usi e funzioni.
Nel piano cantinato sono collocati il laboratorio e un deposito d'attrezzature, centrali termica ed elettrica, le basi espositive delle statue di Scilla e del Nettuno, reperti archeologici e frammenti architettonici. Nel piano terra si trovano gli uffici, la biblioteca, l'esposizione di materiali archeologici e d'età medievale, bizantina, normanna, e rinascimentale, la sala per conferenze, i locali intitolati a ad Antonello e alla sua scuola, ai Fiamminghi, al Caravaggio, ai Manieristi in una disposizione che lascia spazio anche alle coeve espressioni artistiche, dalla scultura alle arti decorative.
Nel piano soprastante sarà curato inoltre un allestimento che, privilegiando le oreficerie, le stoffe, le maioliche ed altri manufatti d'arte cosiddetta minore, le accomunerà alle opere d'arte figurativa dal XVII al XIX secolo collocate nei depositi.
Tuttavia, oltre questi materiali, attendono collocazione anche numerosi frammenti di decorazione architettonica e scultorea provenienti dagli edifici civili e religiosi distrutti dal sisma: colonne, cornici, pannelli decorati “a mischio”, statue, fregi, stemmi ed insegne araldiche, attualmente giacenti negli spazi esterni intorno al Museo; mentre sono stati recentemente disposti lungo il viale d'accesso alcuni rilievi scultorei, in parte provenienti dal Duomo che portano il segno di lapicidi locali dei secolo XII e XIII, il capitello a foglie stilizzate d'acanto, formelle marmoree, acquasantiere, capitelli e un mortaio con protomi leonine.

### Il completamento
I lavori, iniziati nel 1984 si completano nel 1995, poi si succedono ulteriori interventi, terminati nel 2013, dopo un finanziamento dell'Unione europea di tre milioni di euro. Seppur completato, tuttavia, l'edificio apre al pubblico (inizialmente in maniera parziale) solo il 9 dicembre 2016. Il 17 giugno 2017 il museo completa la sua apertura con tutti gli spazi espositivi rinnovati.

## Materiali
Il Museo illustra l’arte figurativa messinese dal secolo XII al XVIII. Le collezioni di dipinti e sculture, oggetti d’arte e manufatti decorativi sono ordinate secondo un criterio cronologico e comprendono opere di autori prestigiosi come Antonello da Messina, Mattia Preti, Caravaggio, Girolamo Alibrandi, Vincenzo Catena, Annibale Carracci, Francesco Laurana e molti altri.
Del prezioso tesoro proveniente dalla Cattedrale di Messina, il pregevole Ramo fiorito in oro, smalti, perle e smeraldi di orafo messinese fine del XVII secolo, gli unici gioielli esposti sono quelli delle Due corone di sacra immagine, opera di oreficeria siciliana dell’inizio del XIV e del XVII secolo. Gli altri gioielli, che erano collocati entro una teca a loro dedicata, sono tuttora custoditi nei depositi nel Museo.

### Le opere marmoree

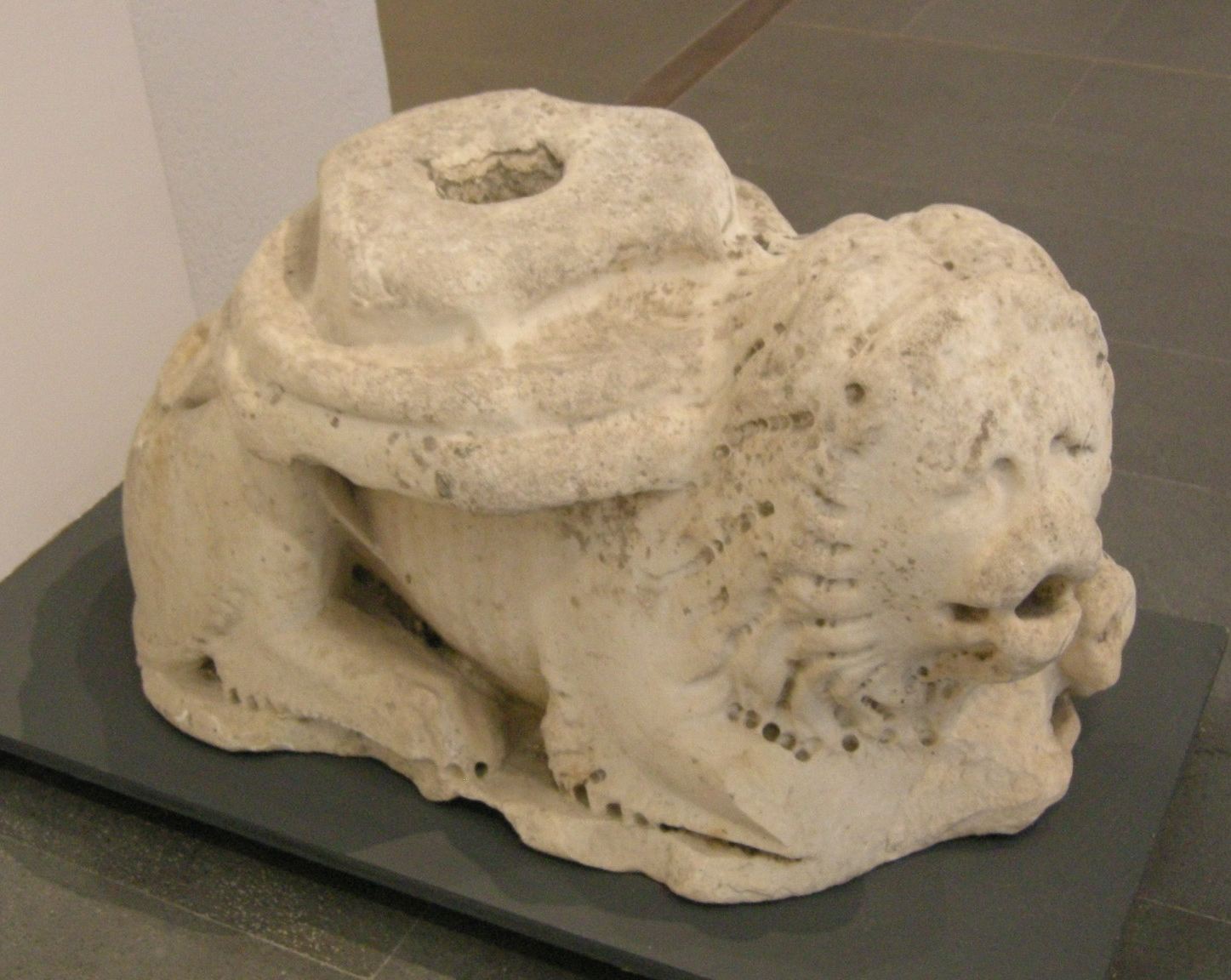
Anonimo del XII-XIII sec., leone stiloforo

Nel Museo sono presenti cospicui esempi della produzione marmorea. A maestranze bizantine appartengono il capitello cilindrico con foglie d'acanto, palmette e girali, e il capitello corinzio con trafori e fregi geometrici a losanghe nell'abaco.
Ad artisti d'epoca normanna (secolo XI) è attribuita la coppia di pilastrini con iscrizioni cufiche e motivi fitomorfi. Un secolo dopo fu eseguito il fonte battesimale di Gandolfo, firmato e datato (1134), con quattro testine lavorate a mezzo tondo. Sempre nello stesso periodo a maestranze normanne è attribuito il capitello marmoreo con foglie d'acanto e viticci, mentre il capitello con uccelli e volti umani è gotico.
Proveniente dalla chiesa di San Nicolò e attribuita a maestranze locali quattrocentesche, si trova esposta la pila con raffigurazioni di santi a mezzo busto lungo la fascia esterna.
Inoltre, nell'atrio interno del Museo sono stati ricomposti alcuni portali, provenienti da chiese distrutte, come quello trecentesco della chiesa di Santa Maria della Scala, con tralci di vite e grappoli d'uva nella fascia degli stipiti e nell'architrave. Invece, il portale, con colonne di fusto scanalato su alta base decorata con motivo a grottesca e girali fitomorfi, il sarcofago, con ornamentazione zoomorfa e nastriforme alternata ad erme, e la lapide marmorea con mostri marini appartengono al XVI secolo e mostrano spiccato gusto tardo-manieristico.
Si ricordano i pannelli lavorati a mischio, opera di maestranze messinesi, che seppero accordare ai timbri locali esperienze cromatiche e prospettico-illusionistiche del barocco romano e napoletano. Una quantità notevole di tali tarsie a marmi policromi, testimonianza residua della ricchezza decorativa degli interni delle chiese cittadine fin dagli inizi del Seicento, venne raccolta nel Museo dopo il sisma.

### Gli intarsi
Messina fu probabilmente la prima città siciliana ad ospitare artigiani bizantini esperti nella lavorazione a intarsio, in cui veniva usata a comporre elaborati disegni la tecnica a “mischio”. Questa consisteva nell'inserimento di scaglie e tessere di marmo di diversa cromia (perlopiù di provenienza locale) e di una particolare sostanza vetrosa dalla colorazione azzurrina tipica dell'area messinese.
Gli esemplari di tarsie marmoree esistenti nel Museo provengono in gran parte dalle distrutte chiese di San Nicola e di San Gregorio: le colonne intarsiate lungo il fusto e nella base (XVII sec.), il paliotto con motivi floreali, uccelli e stemma vescovile centrale entro due riquadri delimitati di fasce di cromia contrastante, e ancora il gruppo di lastre a tarsia marmorea con lapislazzuli e pietre a pasta vetrosa e la lastra con grande insegna araldica.
Alla prima metà del secolo XVII appartengono, inoltre, due pannelli a tarsia: uno con motivo prospettico, tavola imbandita e pavimento a riquadri, l'altro con fontana centrale e pesci guizzanti (attualmente collocati in magazzino).
È esposto infine un pannello murale a tarsia con effetti prospettici e illusionistici raffigurante un portello girevole da clausura nei cui ripiani sono collocati vari oggetti d'uso quotidiano.

### Il materiale ligneo
Il materiale ligneo comprende le travi dipinte a tempera dei secolo XIII e XIV provenienti dal soffitto del Duomo e raffiguranti Angeli guerrieri, San Giorgio e Giona che esce dalla bocca della balena.
Sono esposte inoltre opere eseguite con tecnica a mosaico da mosaicisti messinesi: la Madonna in trono, di epoca angioina, ma bizantineggiante nella “razzatura rilucente d'oro” (Consoli) e la duecentesca Madonna della Ciambretta, opera di maestranze bizantine e locali che operavano insieme in quel dato momento storico.
Ancora a quel periodo appartiene la Croce stazionale attribuita a alla bottega di Giunta Pisano. È presente un crocifisso in legno policromo appartenente ad un autore probabilmente della metà del secolo XV. Un altro reperto esposto è l'Arca funeraria di Francesca Lanza Cybo (1618) in bronzo dorato, marmo, legno e rame sbalzato.

### Gli arredi sacri

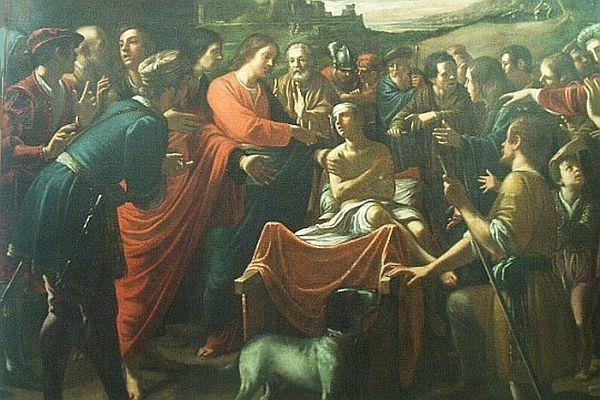
Mario Minniti Miracolo della vedova di Naim

Fra gli arredi sacri sono notevoli: un graduale inedito del 1481 opera di un frate dalmatico, proveniente dalla chiesa di Santa Maria di Gesù Inferiore, la tonacella con ricami di pavoni, testine ed uccelli in seta policroma su fondo avorio, il paliotto detto della Ciambretta del secolo XVII lavorato a ricami con fili d'oro ed argento, perline, coralli e pietre dure, i settecenteschi paliotti in lamina d'argento e rame sbalzato, la croce astile del secolo XVII con il Crocifisso e l'Immacolata in lamina d'argento lavorata a sbalzo e cesello, il braccio reliquario di Sant'Alberto dei secoli XVI e XVII, il reliquario a forma di croce in argento e cristallo di rocca, il settecentesco ostensorio in argento e rame dorato con globo sormontato dal pellicano.
Opera di maestranze messinesi quattrocentesche sono ancora la croce astile in bronzo con figure di profeti e di santi incise su smalti e la pisside, datata 1614, lavorata a sbalzo e a cesello, inedite entrambe.
Dalla bottega di Francesco Donia proviene il calice, datato 1667, riccamente lavorato con testine alate, scudi ovoidali, cartocci alternati a corone e foglie lanceolate nel bordo della base. Opera di maestranze locali sono anche i diademi in argento dorato dei secoli XVI e XVII. Infine, sempre della seconda metà del secolo XVII e proveniente dalla chiesa di San Paolo, è la pregevole Croce in bronzo e corallo che presenta molti riscontri con esemplari analoghi di scuola trapanese.
Non esposti ma da ricordare sono ancora il paliotto – in lamina d'argento lavorato a sbalzo e con rilievi a tuttotondo d'angeli reggicorona con scene della vita di San Benedetto entro riquadro centrale polilobato e ritratti di Santi dell'ordine in medaglioni ovali (1714) – e la testa di Santo (Camillo o Gaetano) in argento rifinito a bulino del secolo XVIII.
Ottima sistemazione ha trovato invece la berlina del senato messinese, proveniente dal Palazzo Senatorio, lavorata ad intagli e a tuttotondo con fregi in legno dorato, opera pregevole di Domenico Biondo, con scene dipinte a fresco da Letterio Paladino (1742).
Infine saranno esposte nelle sale in allestimento al piano superiore, altre pregevoli opere:
- la cartagloria argentea datata 1693,
- la pace in argento dorato cesellata, raffigurante la Pietà (secolo XVII) il reliquiario in argento, cristallo e bronzo dorato con testine alate in argento (secolo XVII),
- la mattonella maiolicata (secolo XVII) raffigurante San Giovanni Battista,
- lo scrigno in noce con intarsi in madreperla ed avorio (secolo XVIII),
- la consolle intagliata e dorata con globo dorato (secolo XVIII),
- la statuetta in alabastro San Michele Arcangelo (secolo XVIII),
- lo sportello di ciborio in argento lavorato a sbalzo e raffigurante la Cena di Emmaus (secolo XVIII),
- il reliquiario in argento e cristallo di rocca (secolo XVII),
- il vaso di Caltagirone e le maioliche policrome,
- il calice in argento con fusto tornito (secolo XVII),

l'ostensorio in argento e rame dorato con angelo che sorregge la sfera, raggi in rame dorato e puttini in bronzo (secolo XVIII), e così via.
Tuttavia per esporre tutto questo ed altro materiale conservato nei depositi, non è sufficiente la ristrutturazione della sede, ma è improcrastinabile l'apertura di quella definitiva, purché corrisponda – fatte salve le funzioni indispensabili della conservazione, della tutela e della documentazione – alle esigenze di un allestimento secondo le attuali metodologie espositive e i criteri di distribuzione degli spazi interni.
In tal modo non solo sarà possibile confrontare le opere d'arte decorativa con quelle figurative, dalle tavole di scuola fiamminga al polittico d'Antonello da Messina, dalle sculture montorsolesche alle tele di Michelangelo Merisi da Caravaggio, ma – istituiti rapporti di complementarità conoscitiva – ricomporre finalmente in soluzione unitaria il tessuto storico-culturale del territorio.
Il Museo pubblico – luogo come pochi altri atto a fornire materiale informativo e documentario –diviene allora laboratorio di ricerca e di studio non solo per gli addetti ai lavori. In esso, mediante l'istituzione di corsi di restauro, è possibile formare nuove professionalità – come capacità di conoscere i materiali, dal dipinto al tessuto, dalla ceramica al ferro battuto, dal marmo all'oreficeria –, uniscano la conoscenza di tecniche antiche e nuove.

## Opere principali
Caravaggio
- Adorazione dei pastori
- Resurrezione di Lazzaro

Antonello da Messina
- Polittico di San Gregorio
- Madonna col Bambino benedicente e un francescano in adorazione

Colijn de Coter
- Deposizione

Mattia Preti
- Madonna della Lettera

Antonello Gagini
- Edicola
- Madonna col bambino
- Madonna degli Angeli

Mario Minniti
- Miracolo della vedova di Naim
- Decapitazione del Battista
- Circoncisione
- Madonna del Rosario

Antonello de Saliba
- Madonna con il Gelsomino
- Santa Domenica
- Santa Caterina d'Alessandria

Giovanni Angelo Montorsoli
- Santissima Trinità
- Fontana del Nettuno (Originale)

Francesco Laurana
- Madonna col Bambino

Goro di Gregorio
- Madonna degli Storpi

Rinaldo Bonanno
- Monumento funebre Marchesi-Barresi

Girolamo Alibrandi
- Giudizio Universale

Alessandro Allori
- Madonna dell'Itria

Antonello Freri
- Monumento Balsamo

Martino Montanini
- Vittoria o Pace e Fortezza

Letterio Subba
- La Dea Calipso che accoglie Telemaco
- Amore e Pizia
- Orione fondatore di Messina e le ninfe Lapizia e Fetusa ricevono da Orione la prima lepre uccisa
- Istituzione della Compagnia dei verdi
- L'Addolorata
- La Maddalena ai piedi di Gesù
- Natività della Vergine
- Ambasceria dei Messinesi alla Vergine

Matthias Stomer
- Caio Muzio Scevola alla presenza di Porsenna
- Adorazione del pastori

## Galleria d'immagini

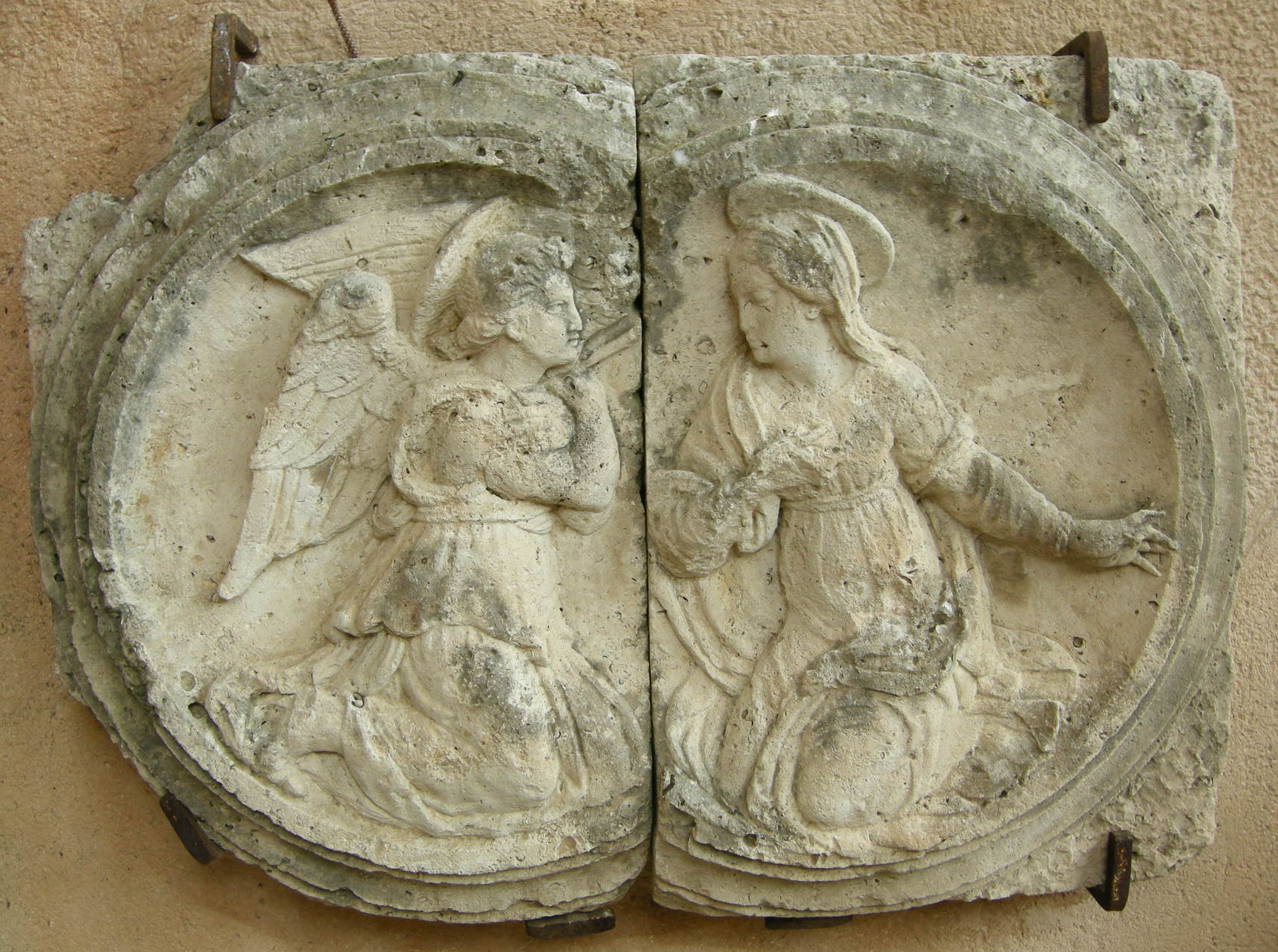
Annunciazione
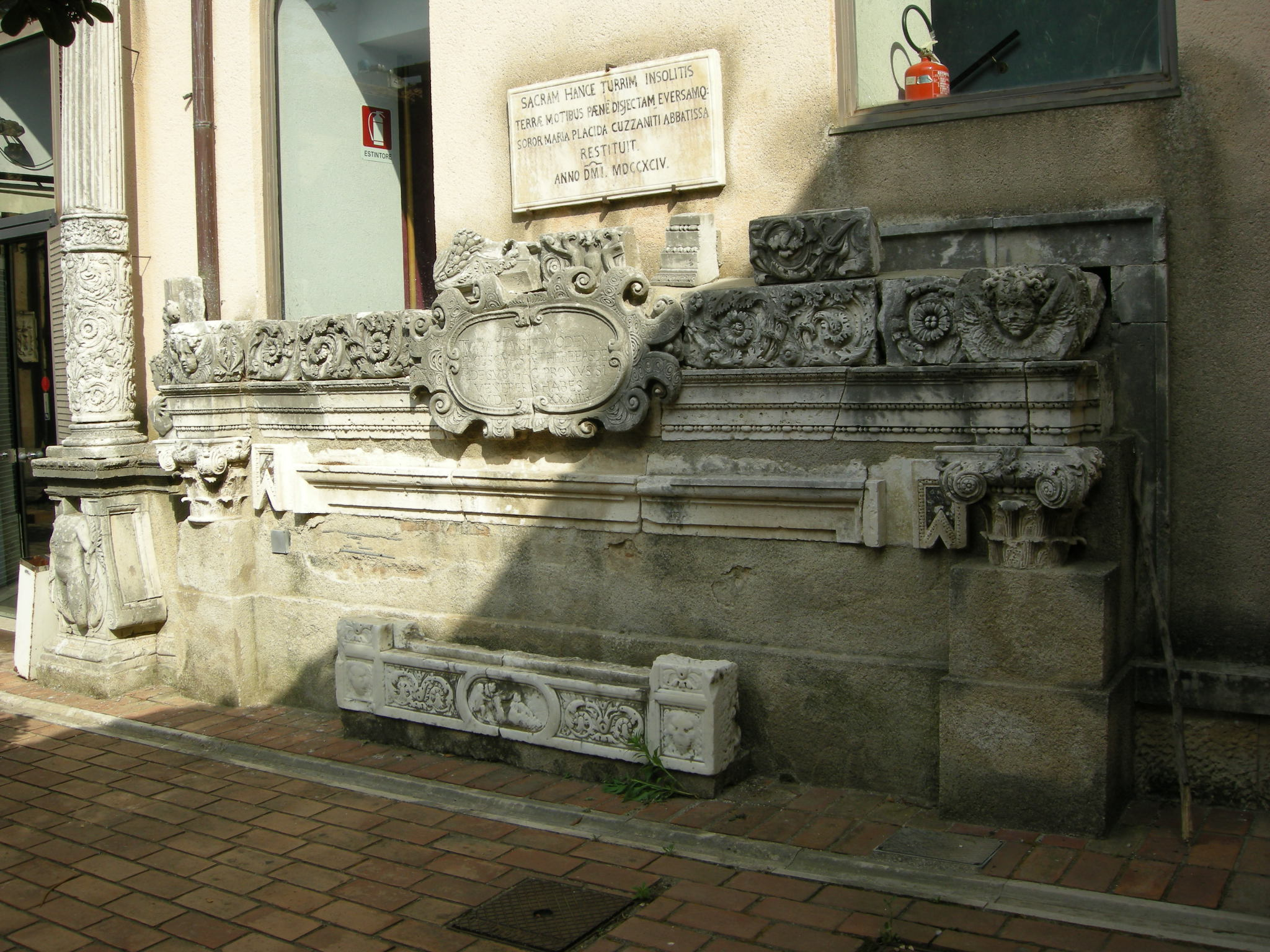
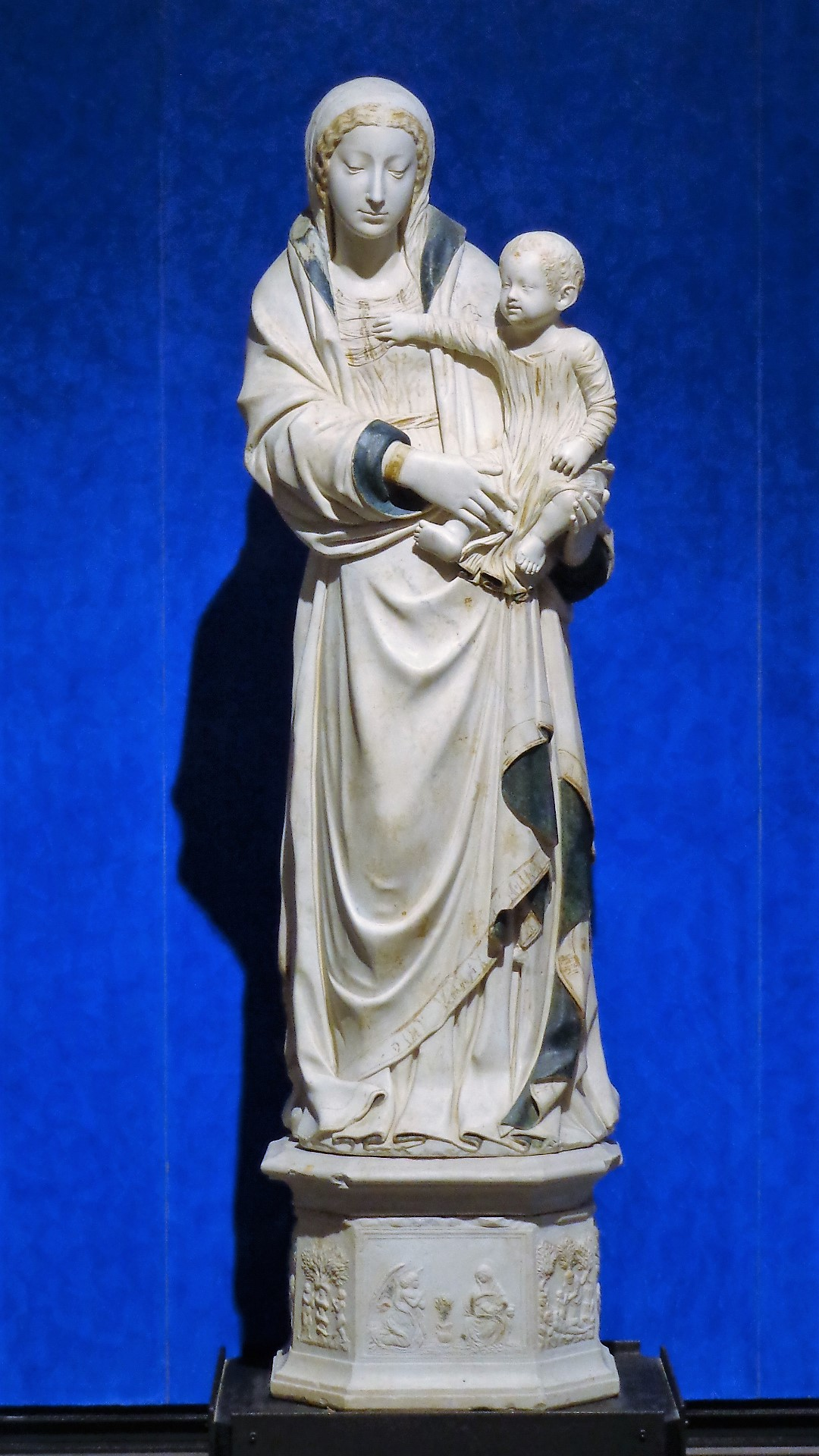
Madonna col Bambino, Francesco Laurana
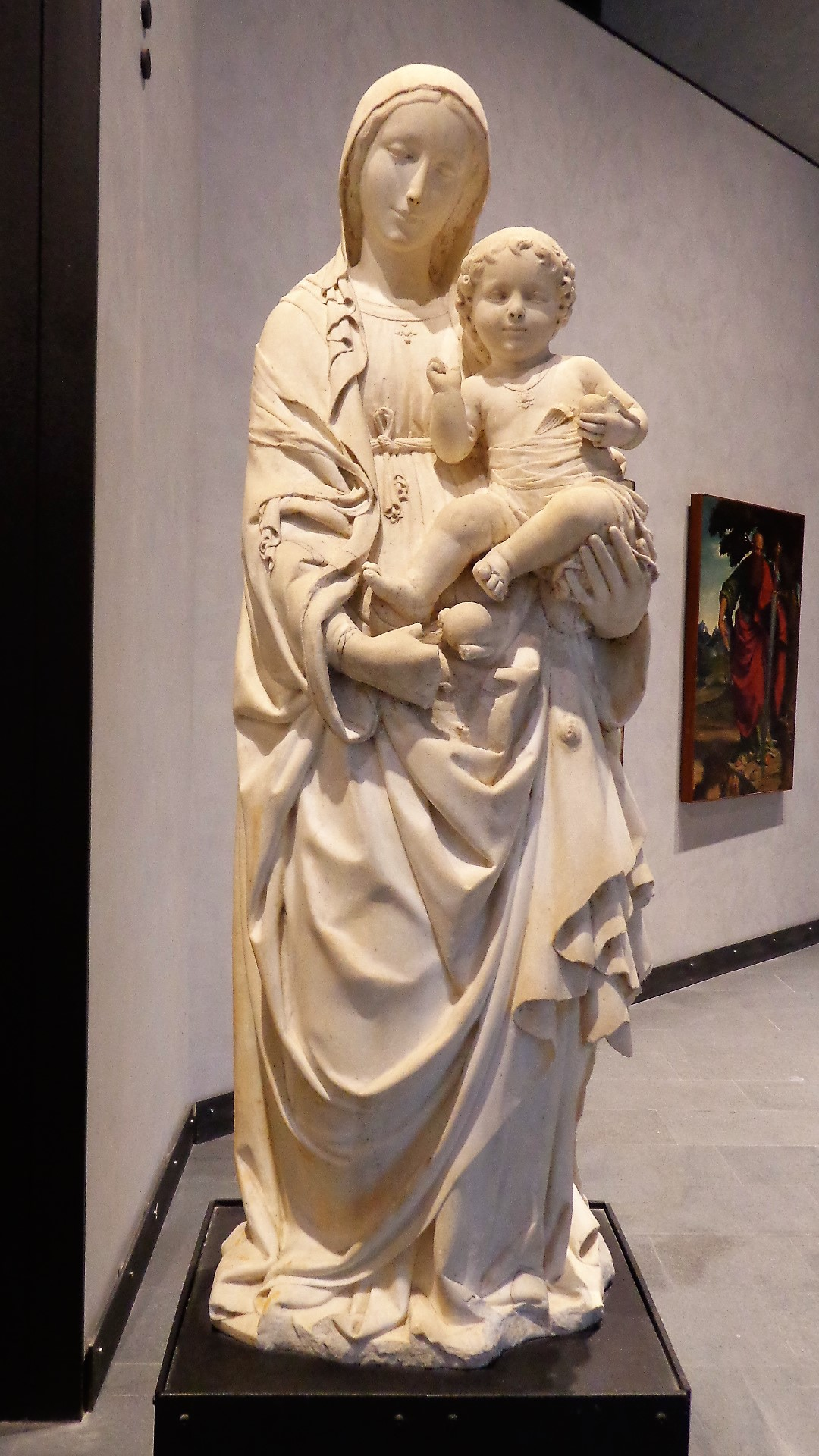
Madonna col bambino, Antonello Gagini
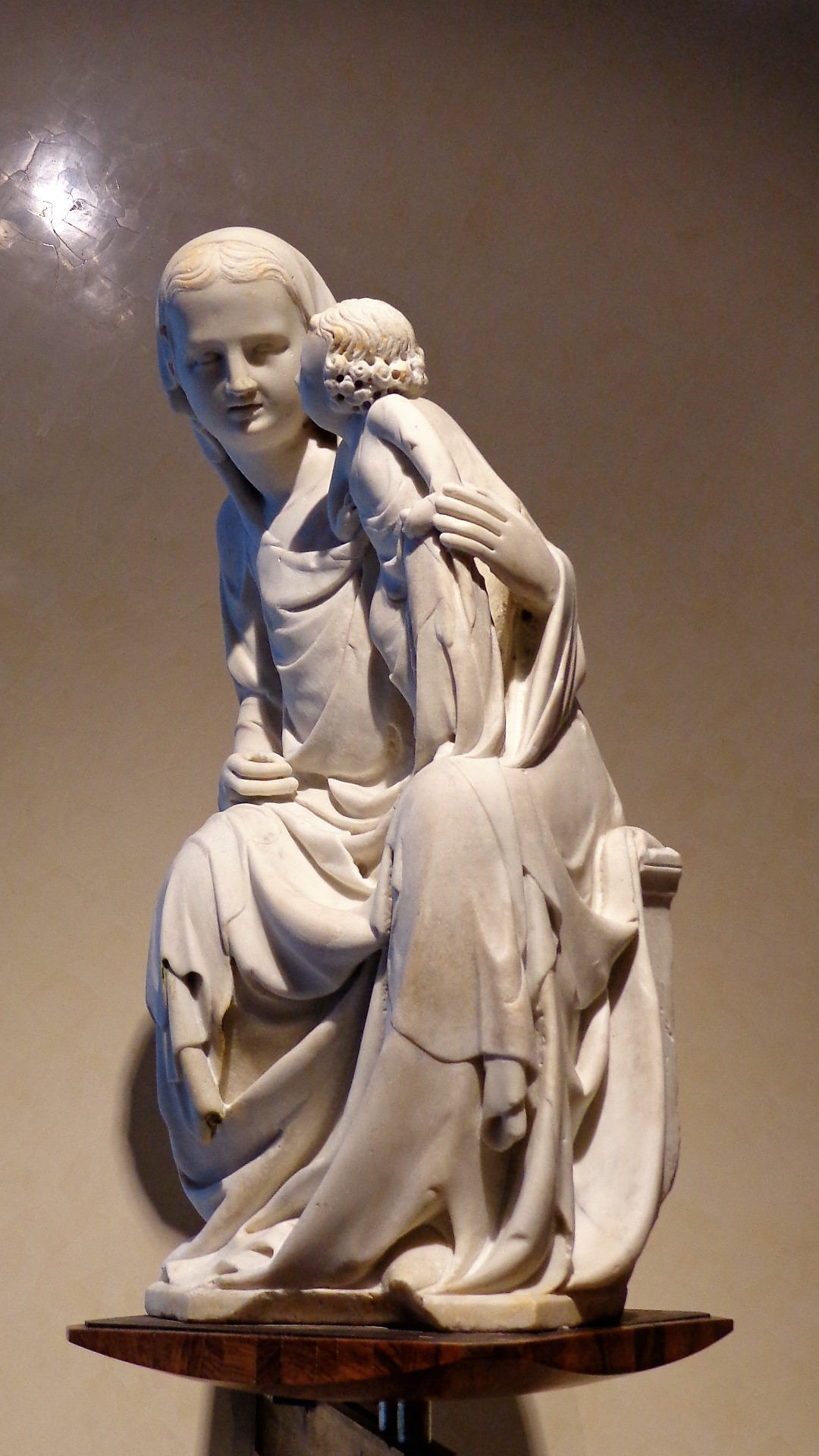
Madonna degli storpi, Goro di Gregorio
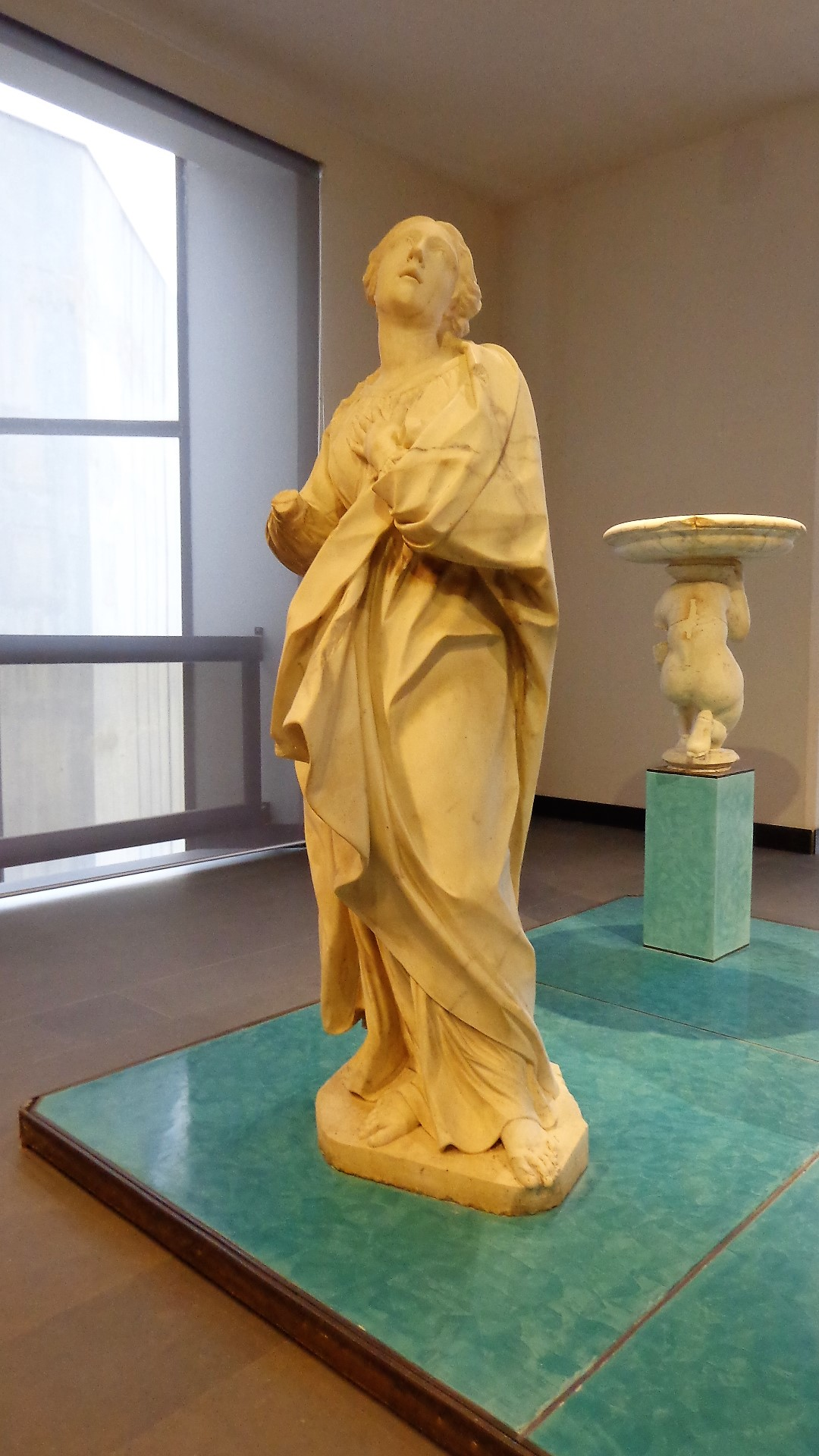
Fede
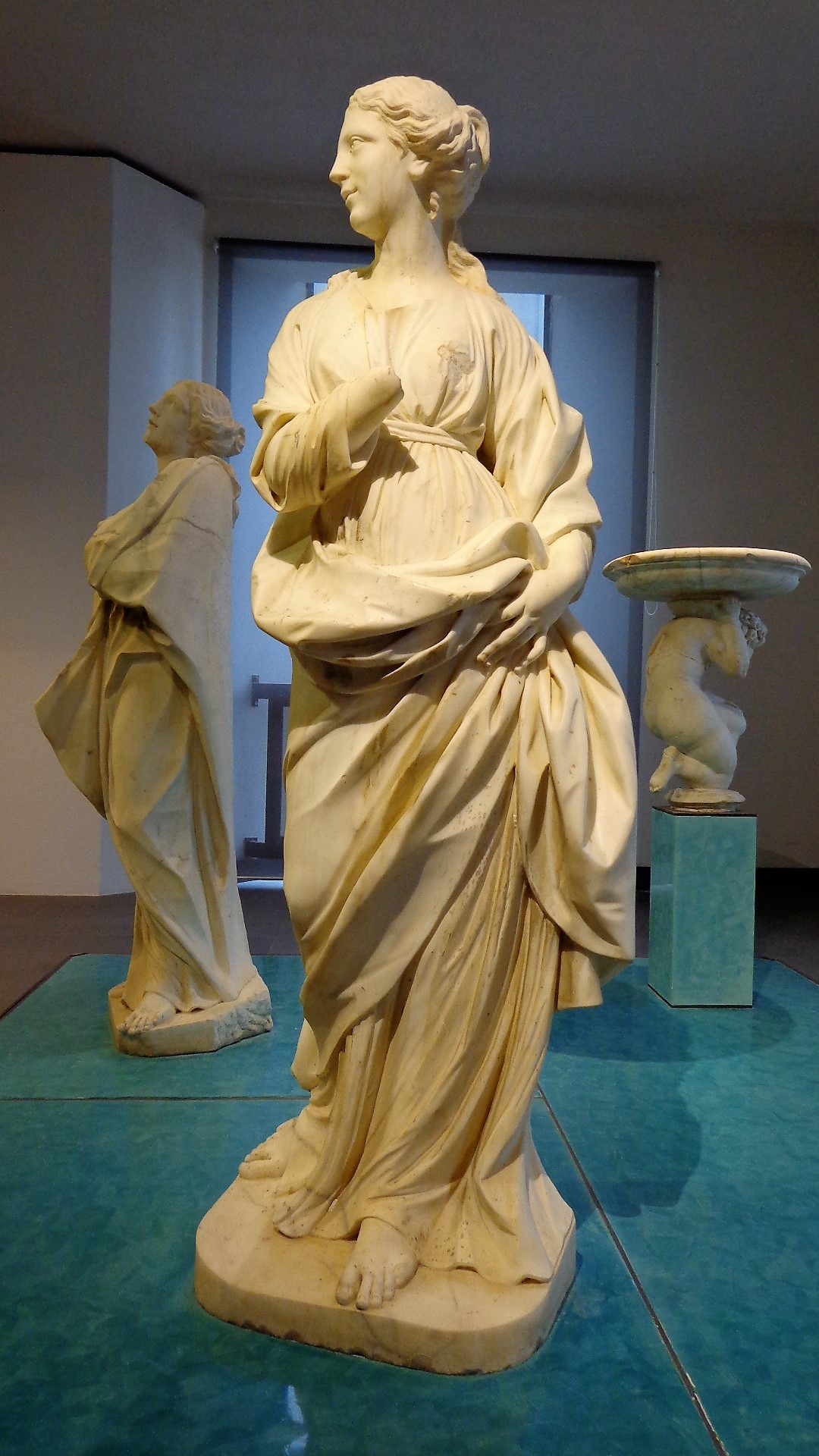
Speranza
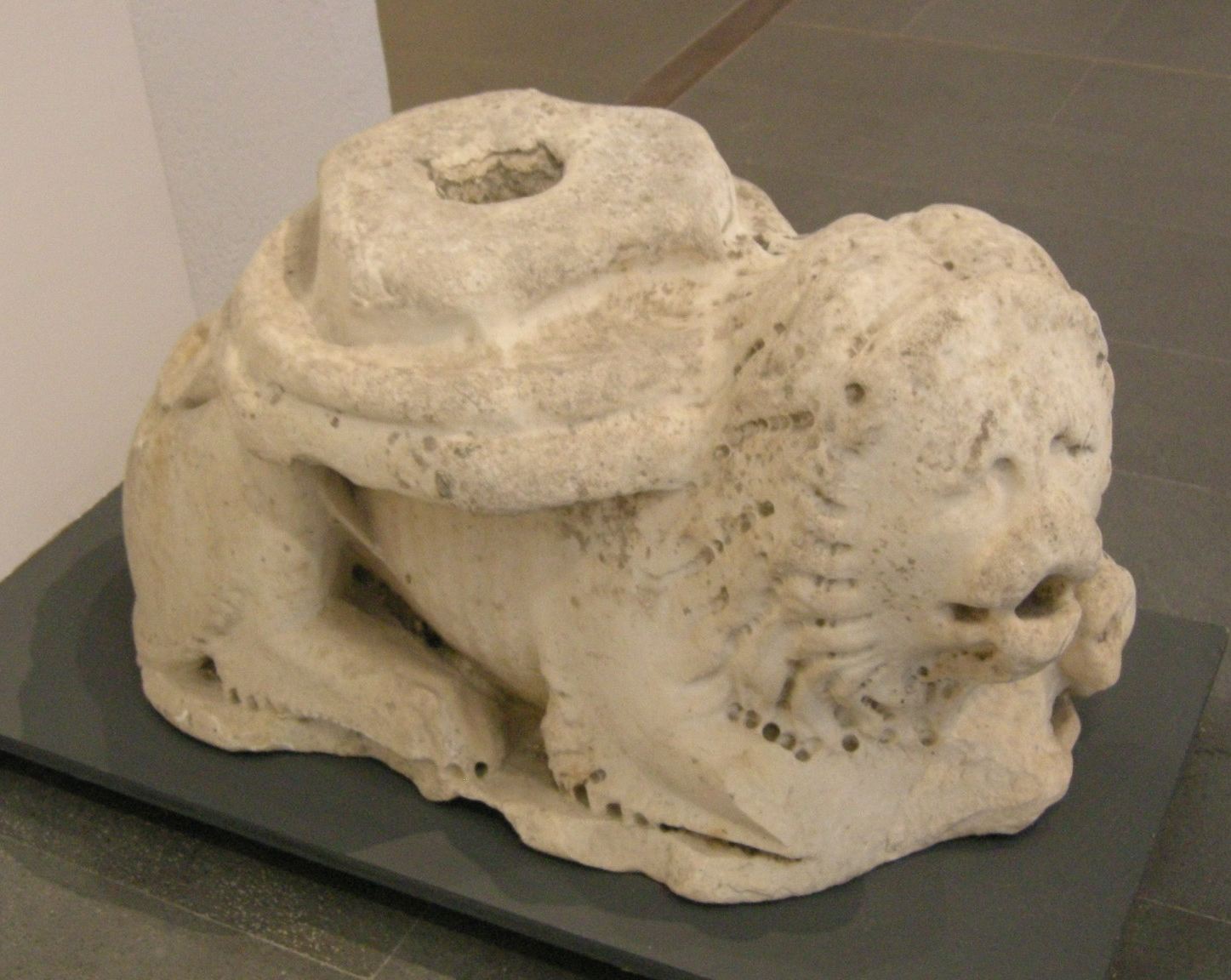
Leone Stiloforo
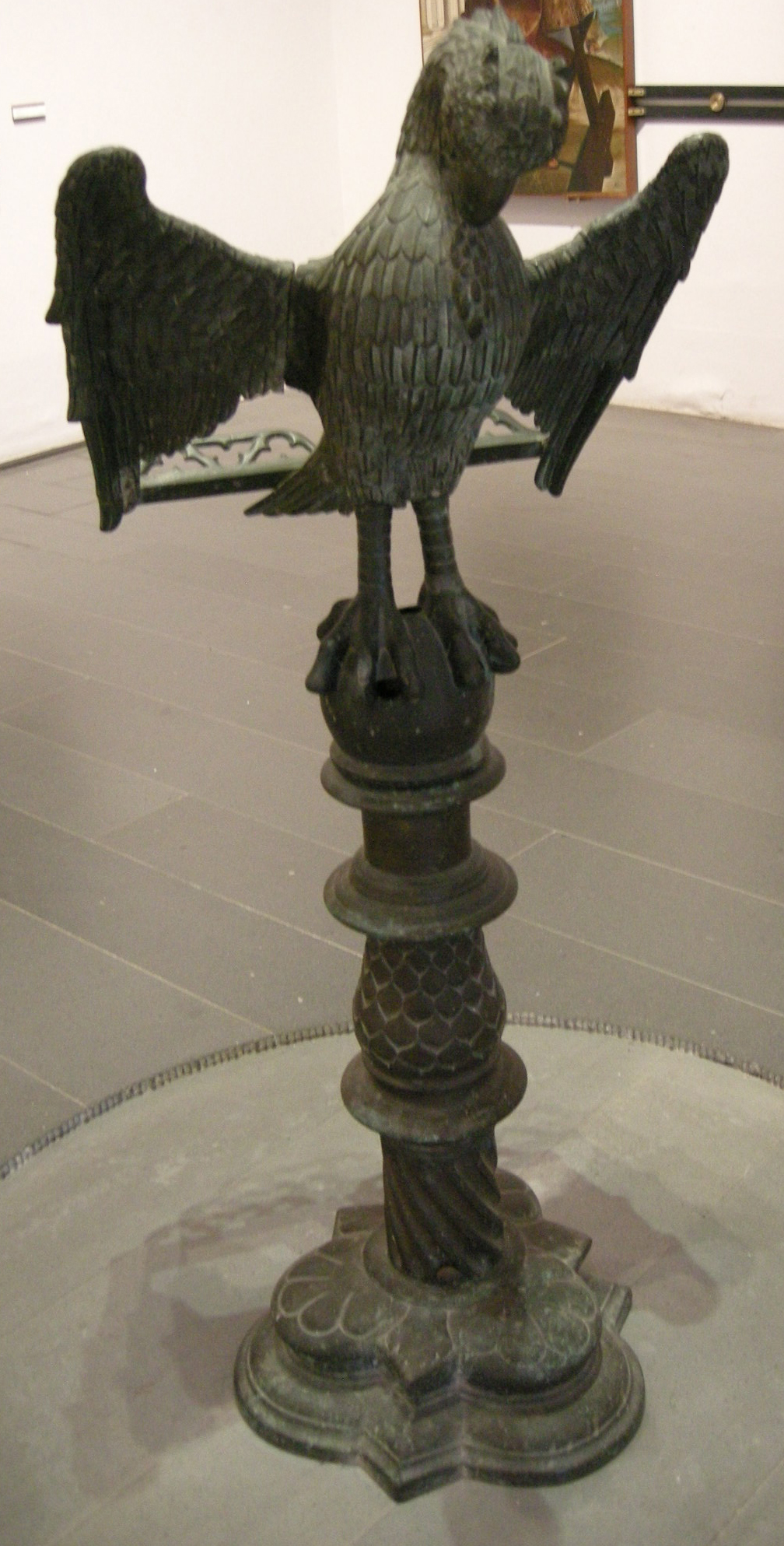
Leggio a forma di pellicano, XVI sec.
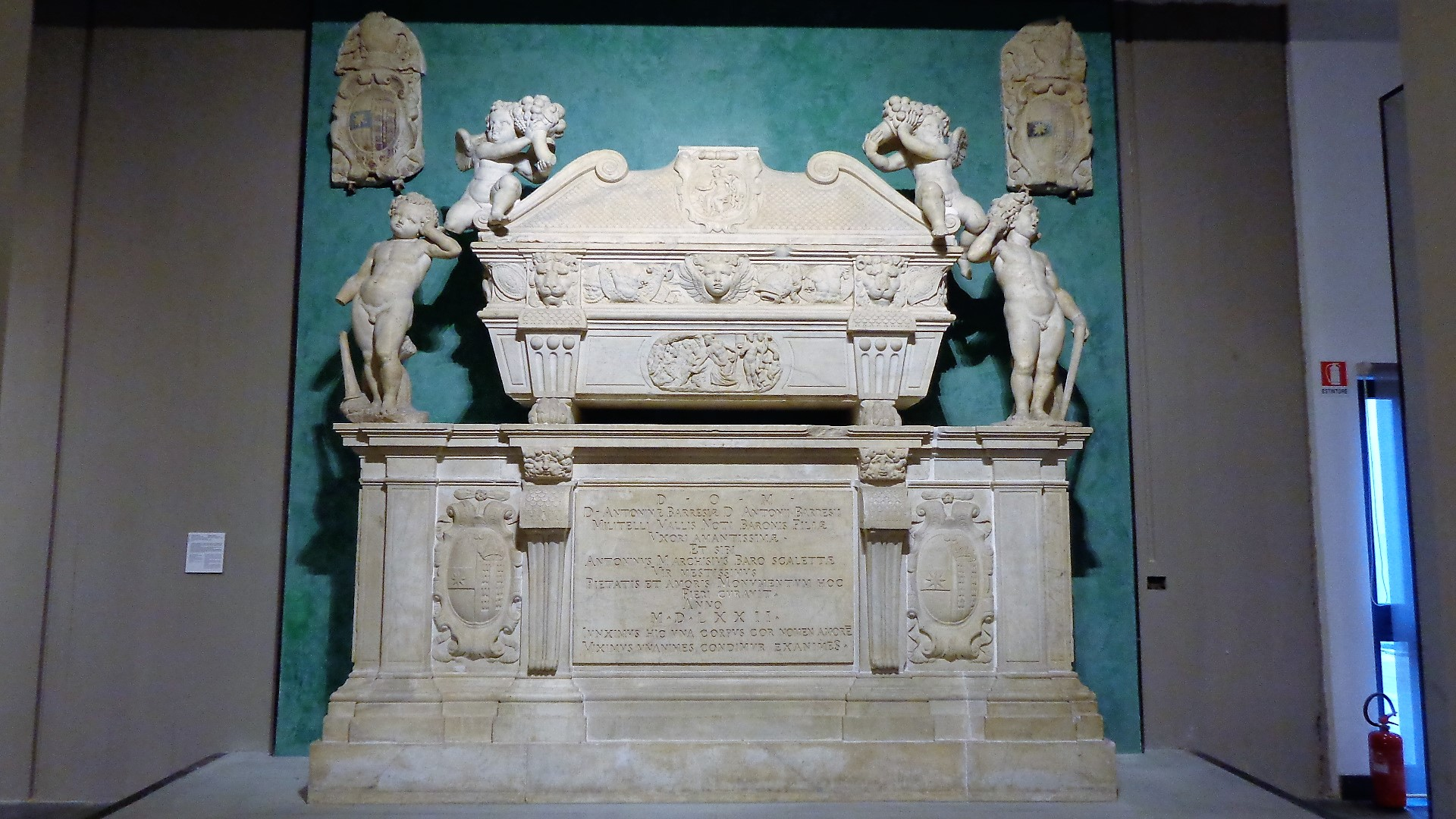
Monumento funebre Marchesi-Barresi , Rinaldo Bonanno
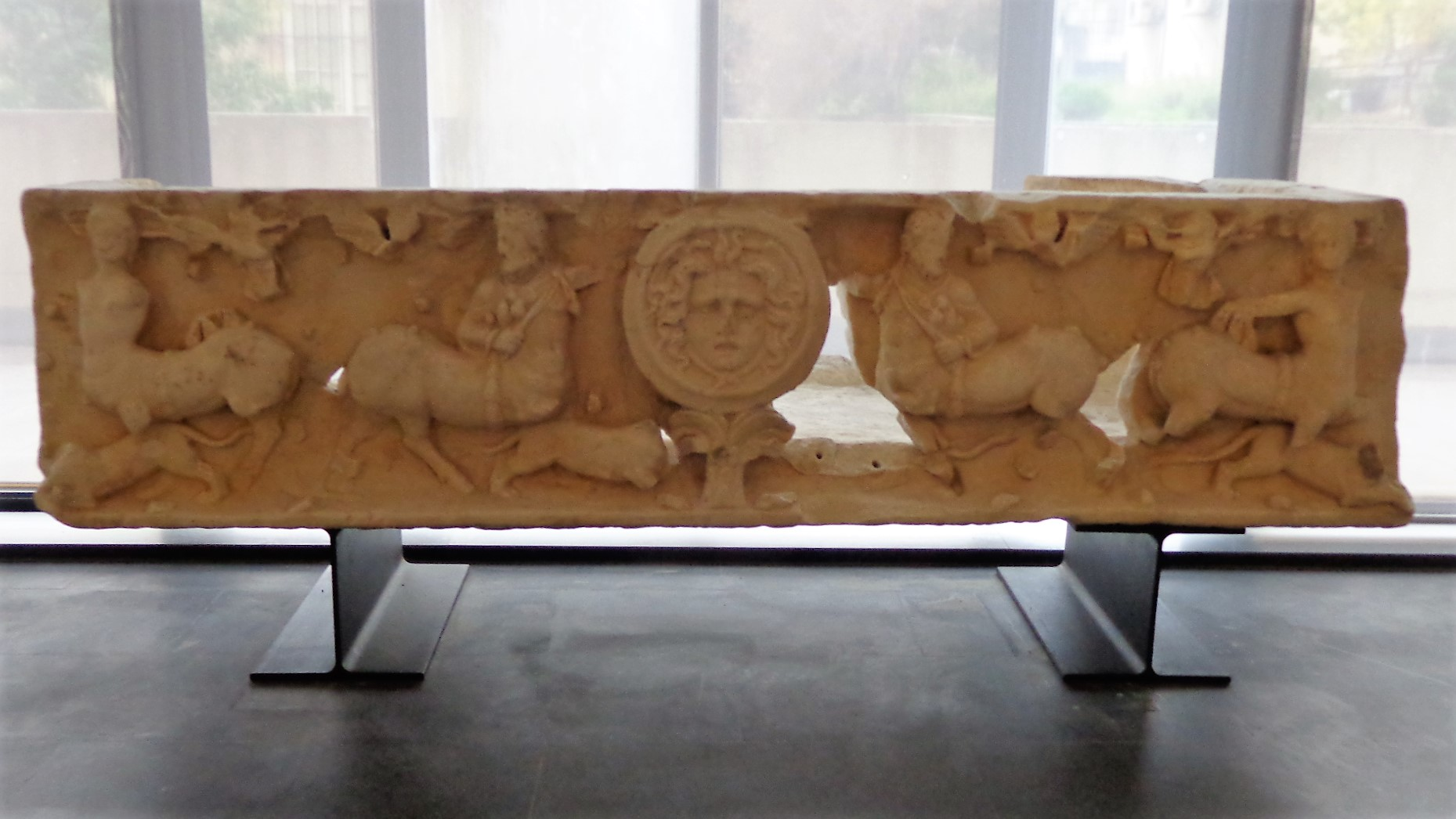
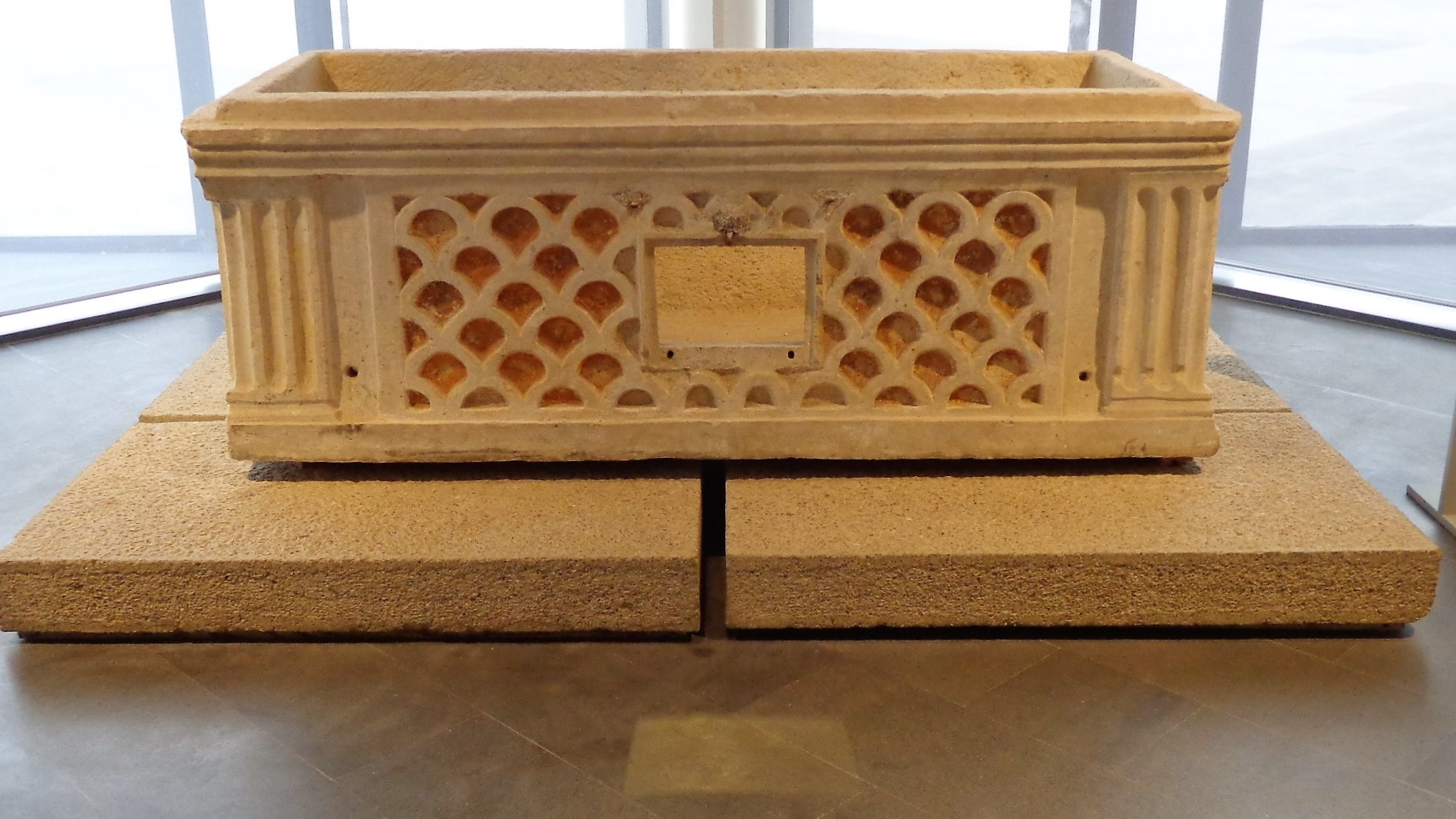
Sarcofago Luca I Archimandrita, 1175
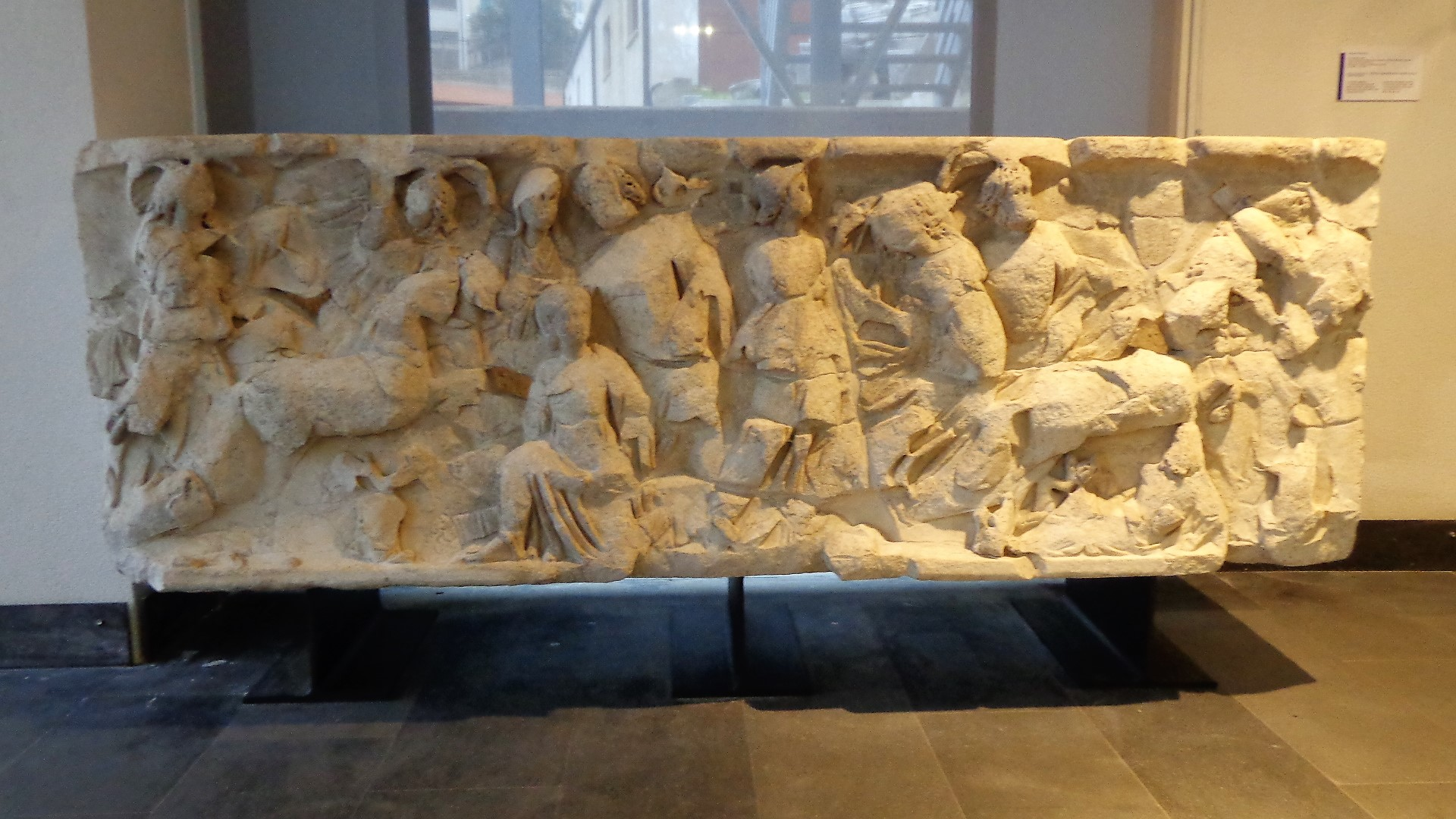
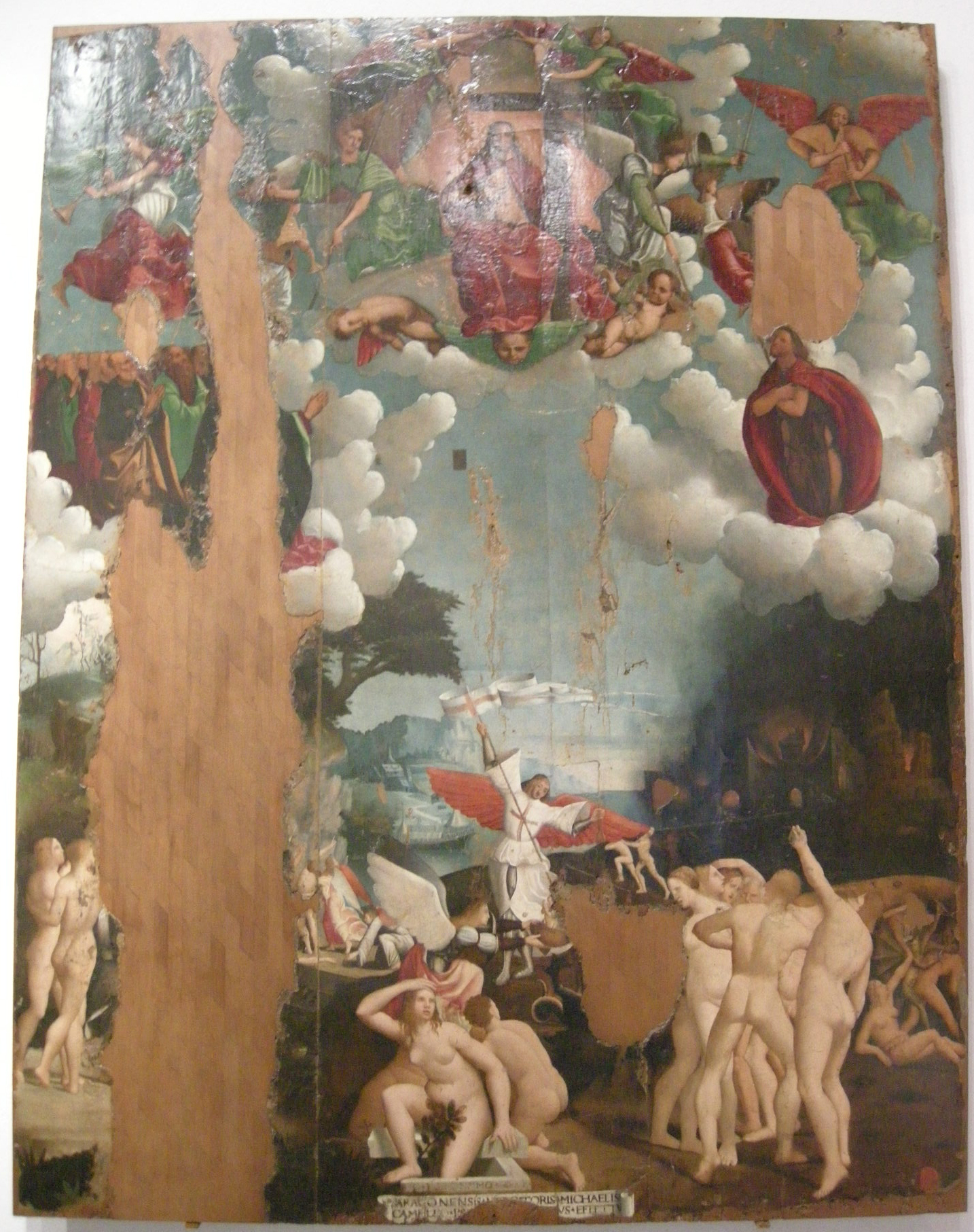
Girolamo Alibrandi, Giudizio universale.
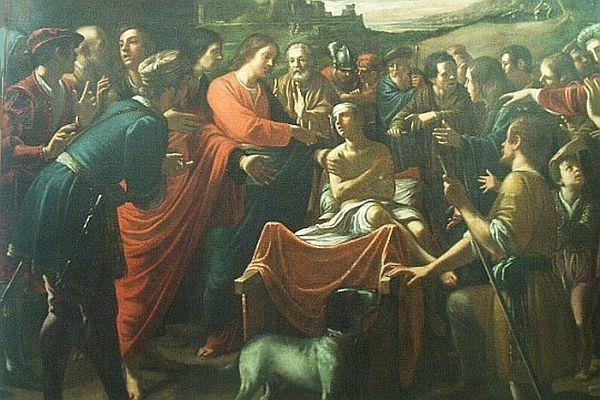
Mario Minniti - Miracolo della vedova di Naim
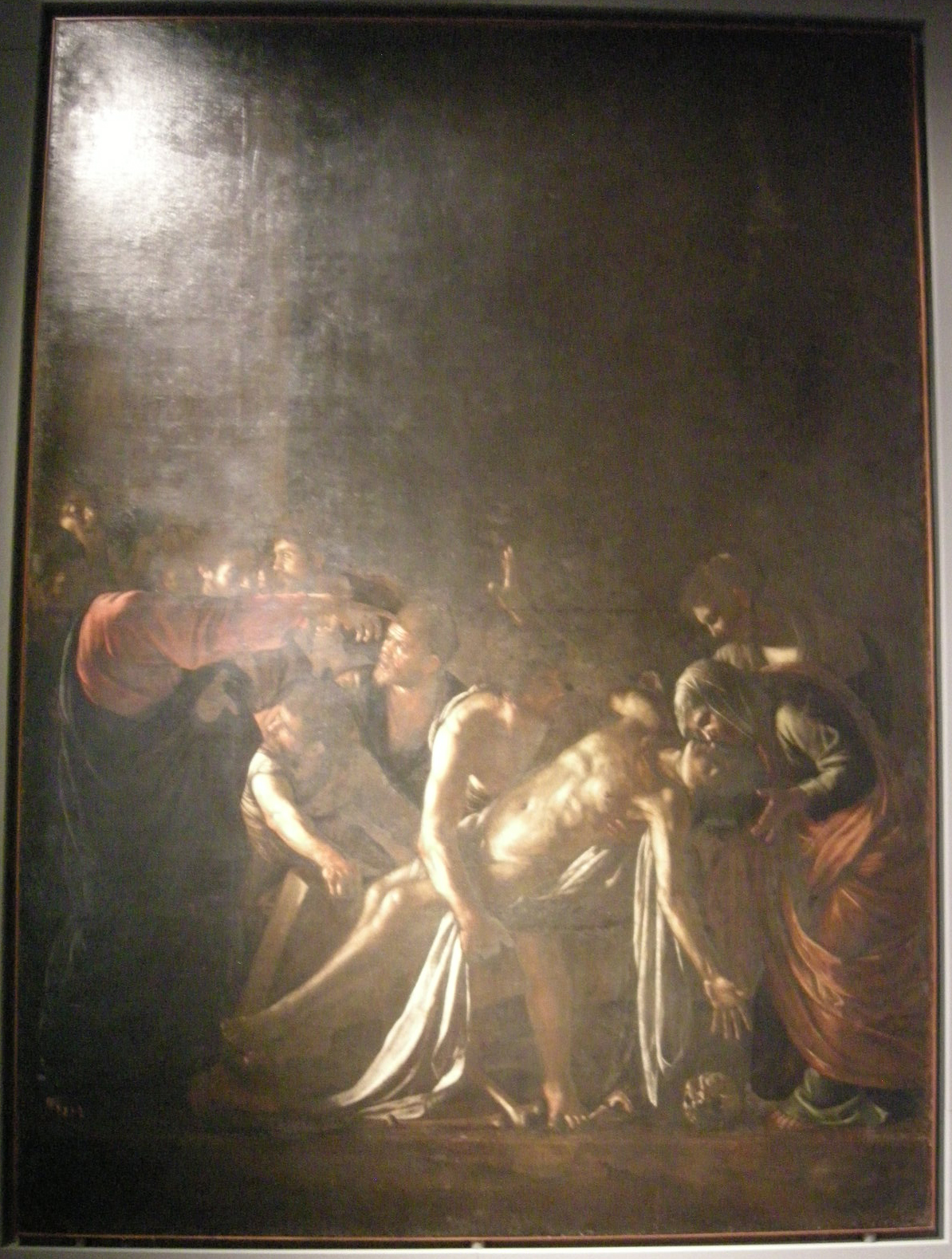
Caravaggio, Resurrezione di Lazzaro
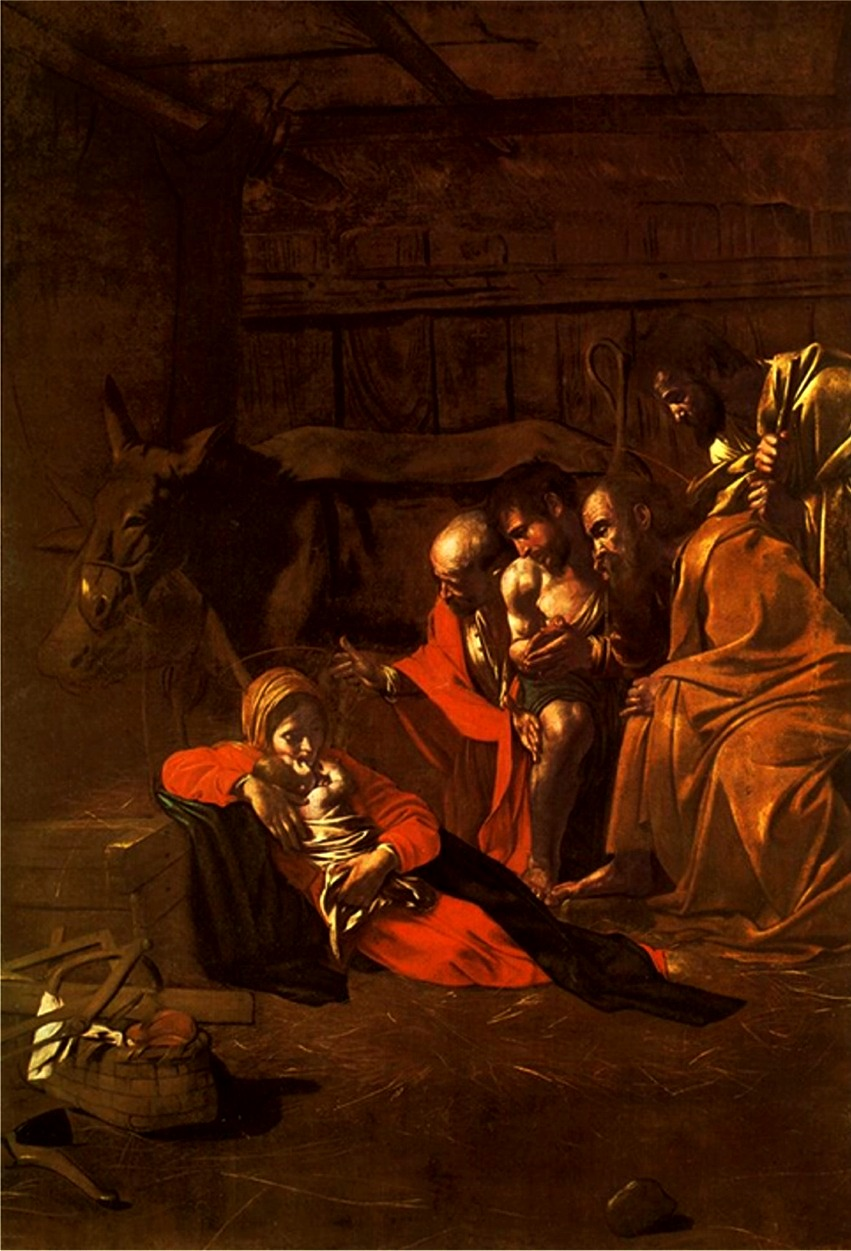
Caravaggio, Adorazione dei pastori
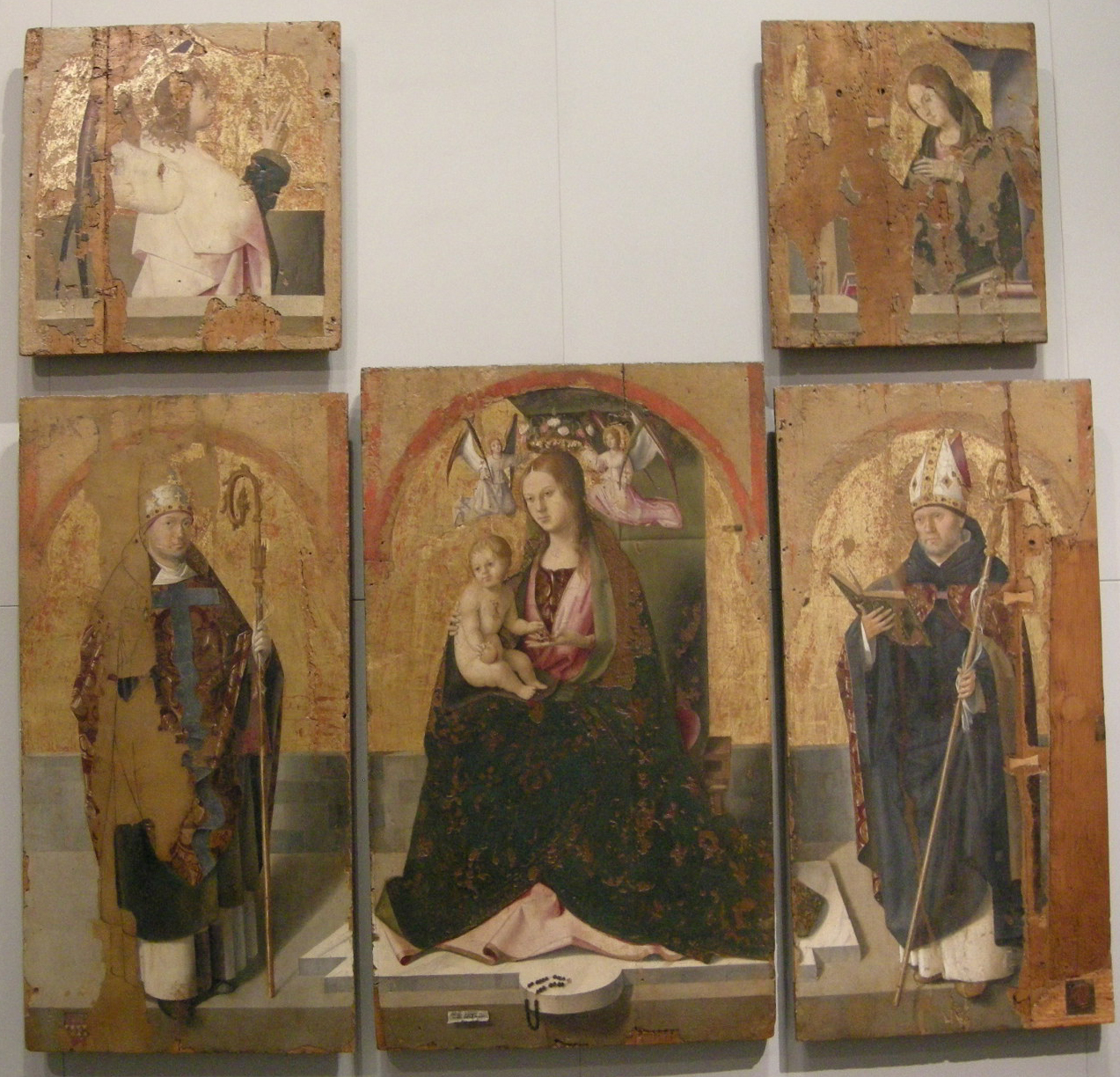
Antonello da Messina, Polittico di San Gregorio
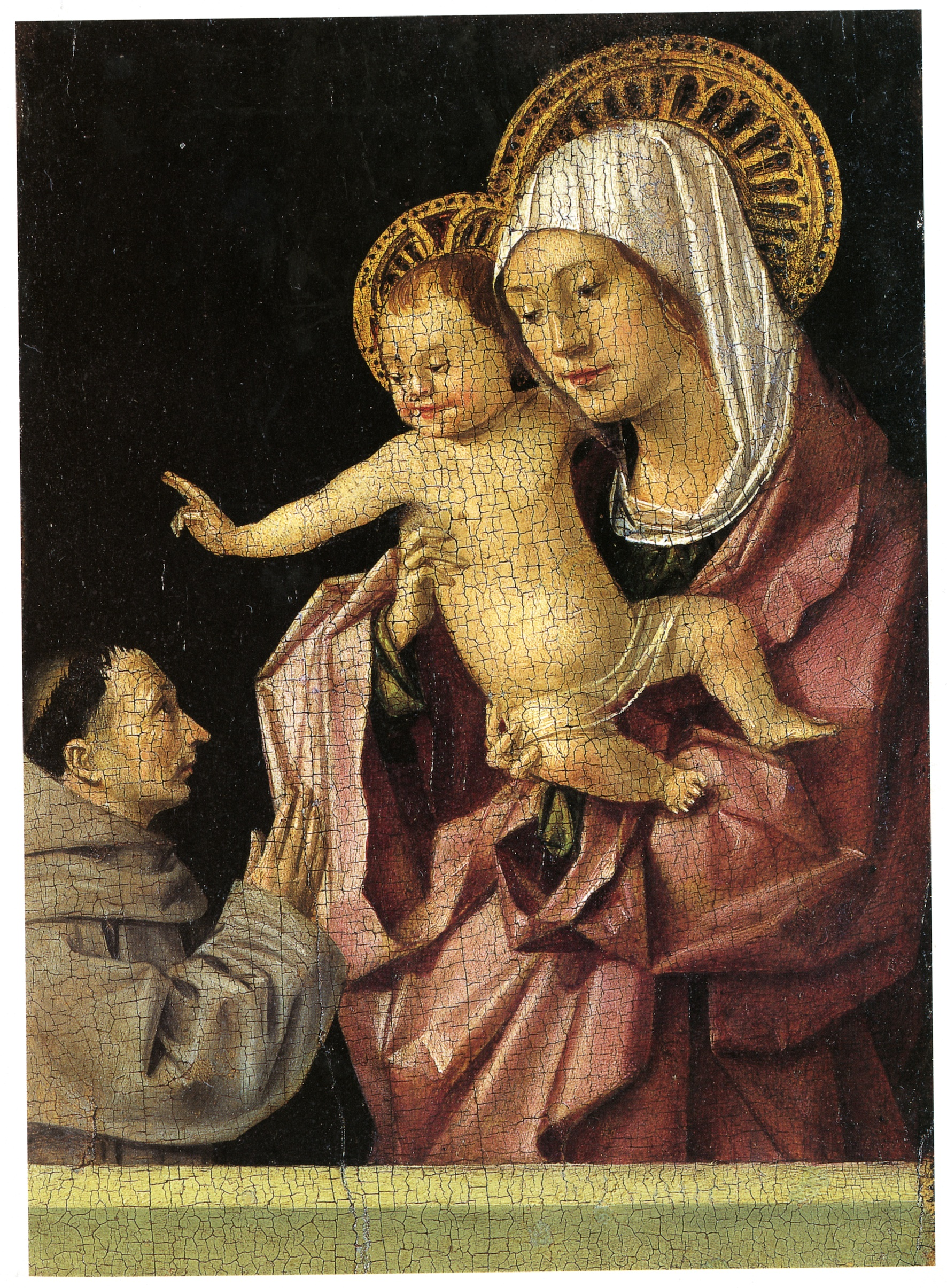
Antonello da messina, Madonna col bambino e cristo in pietà
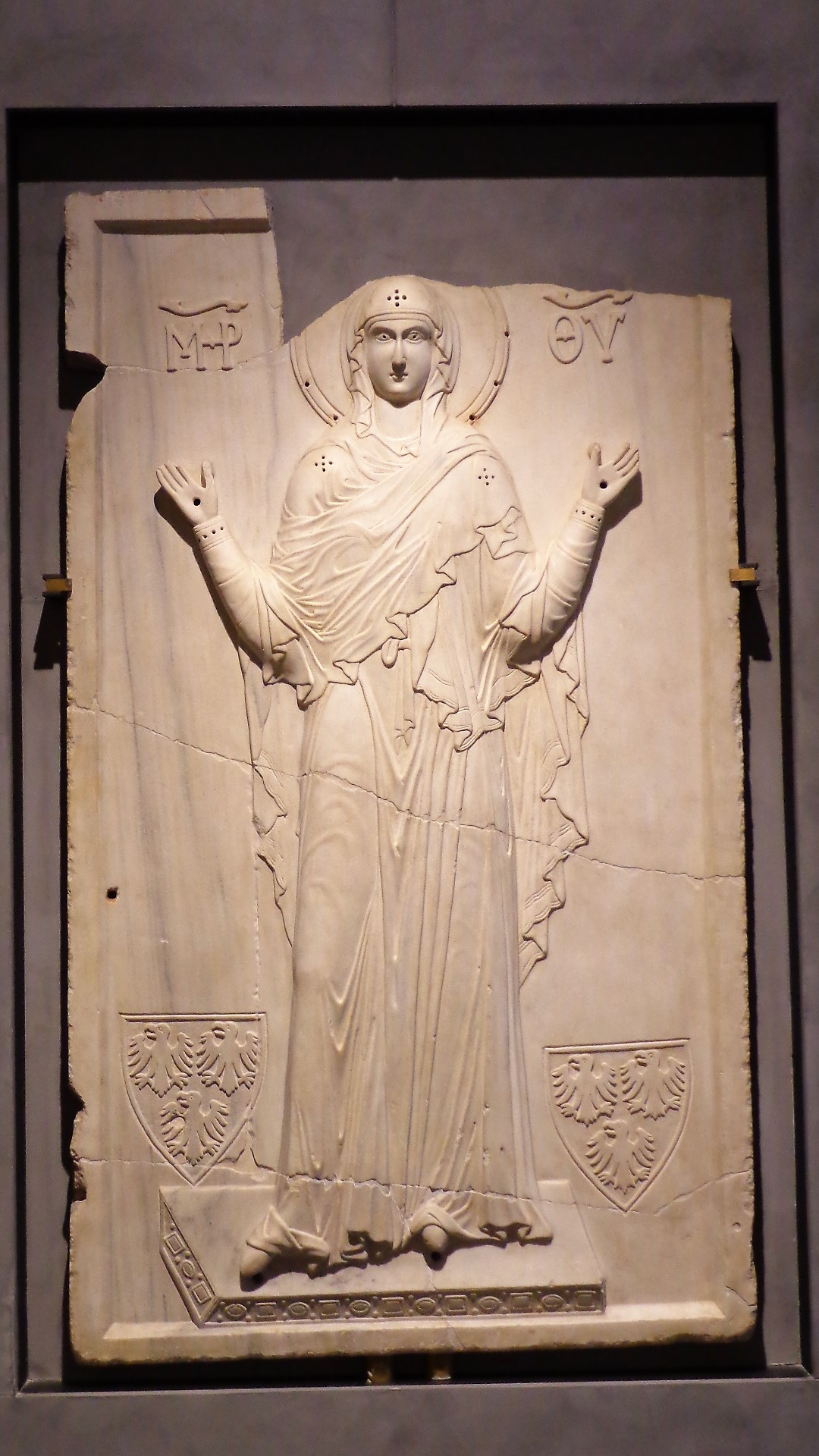
Vergine Orante
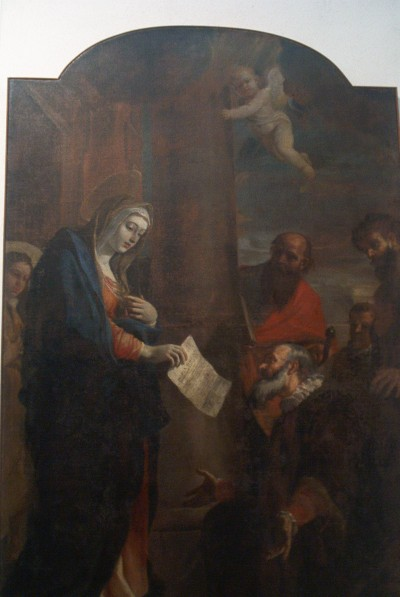
Mattia Preti, Madonna della lettera
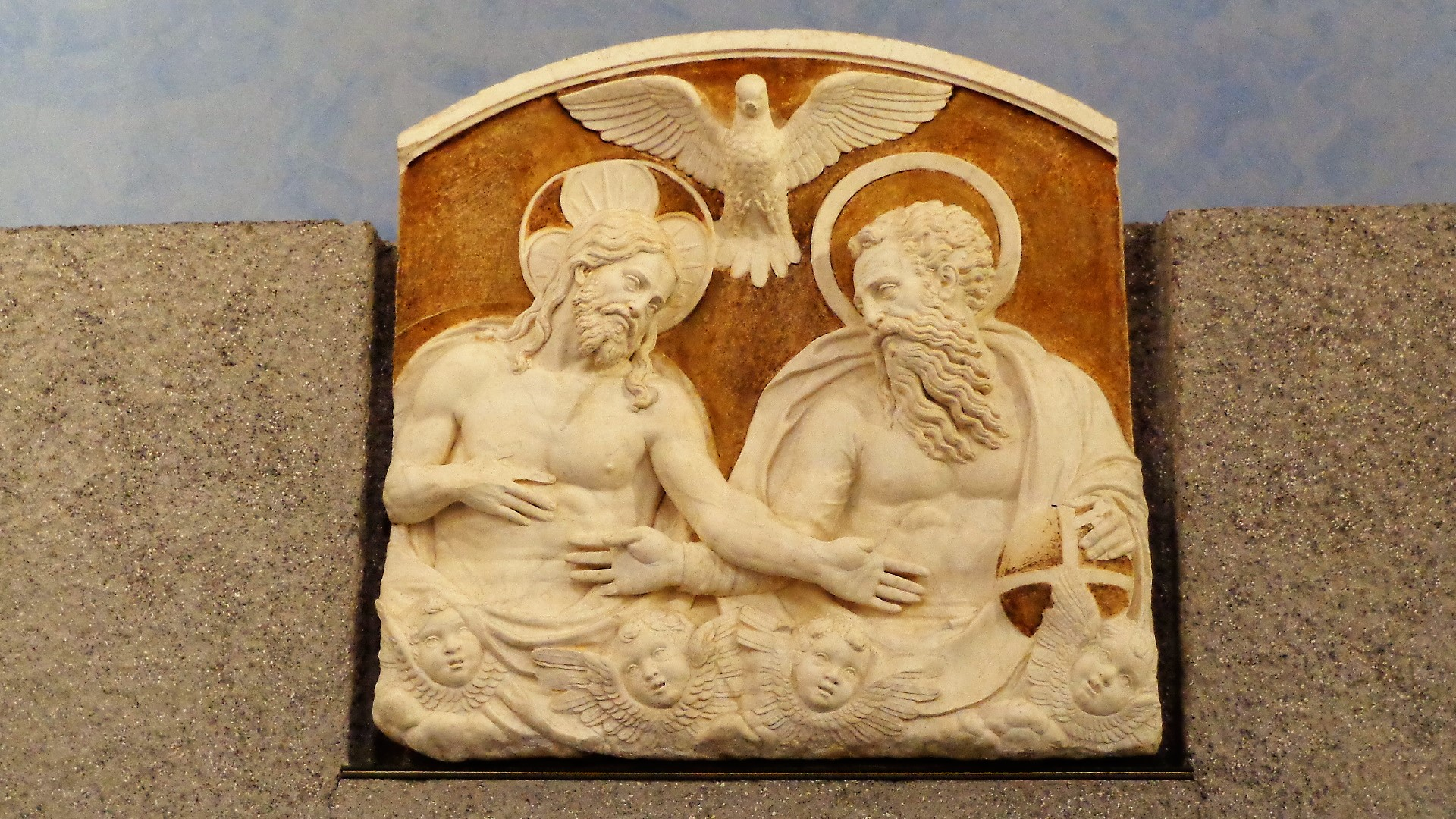
Santissima Trinità, Montorsoli
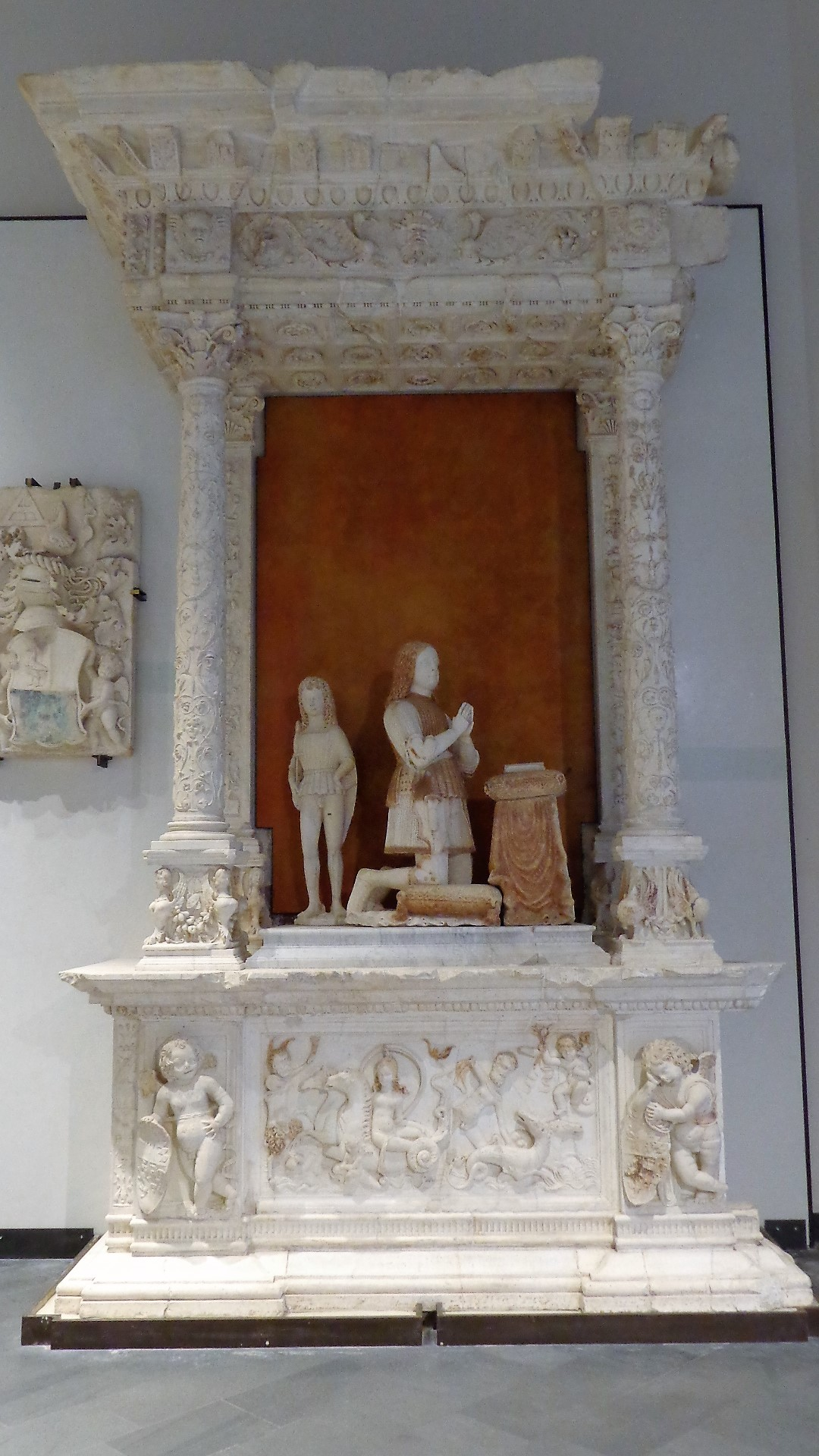
Monumento Balsamo
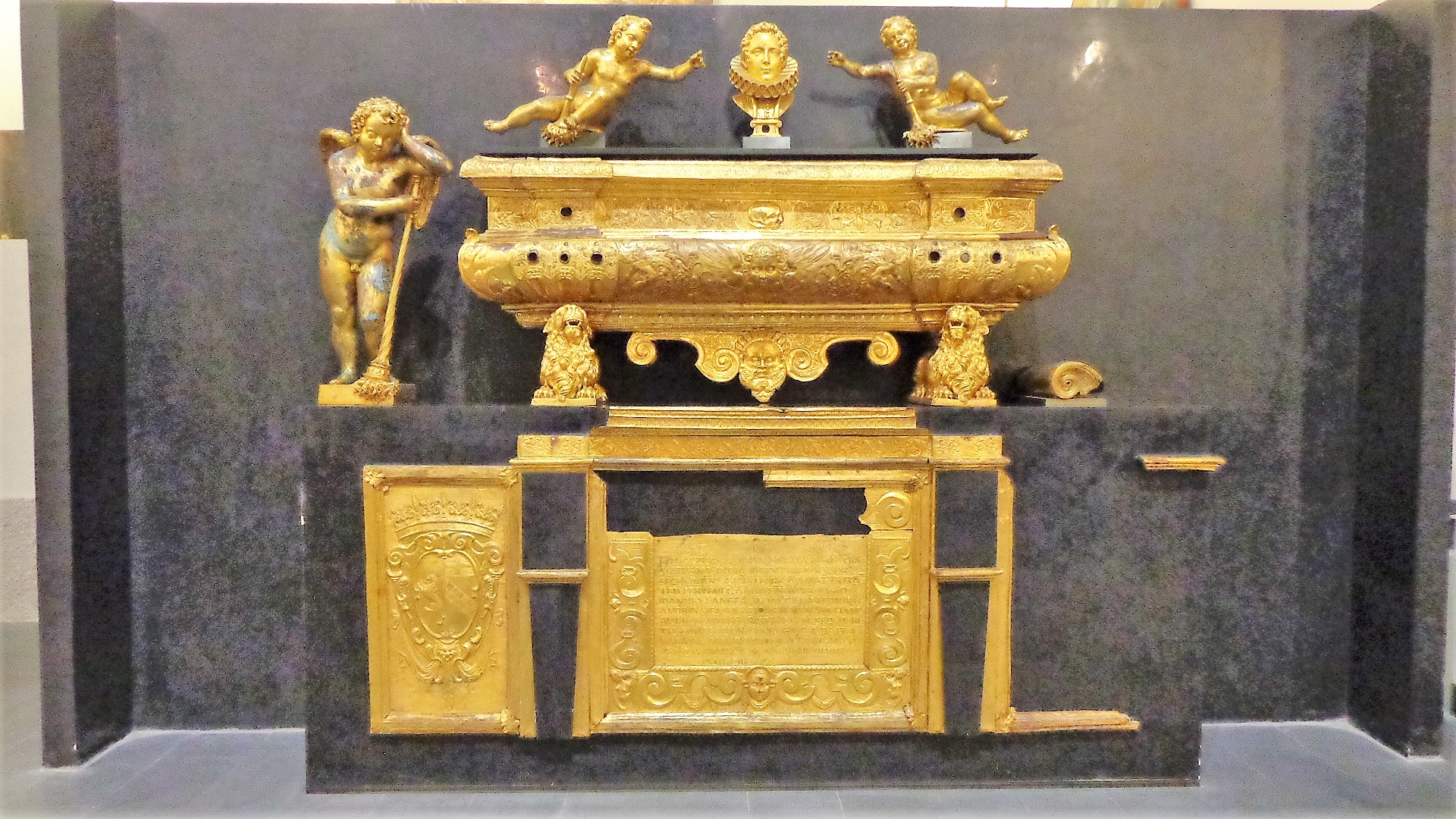
Monumento funebre Francesca Lanza Cybo